# Joseph Chamberlain
Joseph Chamberlain (8 de julio de 1836-2 de julio de 1914), a veces conocido como Joe Chamberlain, fue un influyente empresario y estadista británico de la segunda mitad del siglo XIX, considerado como el máximo exponente del Imperialismo Británico. Políticamente, Chamberlain fue primero un radical liberal. Después de oponerse al gobierno autónomo para Irlanda, en 1886 fundó el partido Liberal Unionista, y posteriormente fue el líder de la facción imperialista en coalición con los Conservadores, coalición que dominó como Secretario Colonial. Chamberlain fue una figura controvertida y muy carismática. Durante sus 30 años de carrera política provocó la escisión de los dos grandes partidos políticos británicos. Fue asimismo el fundador de la dinastía política de los Chamberlain, padre de Austen Chamberlain (1863-1937) y de Neville Chamberlain (1869-1940).
Chamberlain hizo su carrera en Birmingham, primero como fabricante de tornillos y luego como un notable alcalde de la ciudad. Decidido a mejorar la calidad de vida en una ciudad muy industrial y en la que cientos de miles de obreros vivían en condiciones insalubres, Chamberlain promovió una serie de reformas urbanísticas y municipales muy radicales: extendió el suministro de agua corriente y gas por toda la ciudad, derribó suburbios, urbanizó muchas áreas, y extendió la red de infraestructuras educativas y de transporte por toda la ciudad. Birmingham se convirtió en un referente mundial de reforma municipal. Más tarde, acabaría siendo el fundador de la Universidad de Birmingham.
Como hombre de negocios hecho a sí mismo, nunca había asistido a la universidad y despreciaba a la aristocracia. Entró en la Cámara de los Comunes a los 39 años de edad, relativamente tarde en su vida en comparación con los políticos de antecedentes más privilegiados. Llegó al poder a través de su influencia entre las bases del partido liberal, y fue ministro de Comercio en el Segundo Gobierno de William Gladstone (1880-1885). Durante este período, Chamberlain destacó por sus ataques contra el líder del Conservador, Lord Salisbury, y en las elecciones generales de 1885 propuso el "Programa no autorizado", que no se promulgó, con el que prometía la reforma agraria a favor de los trabajadores agrícolas que acababan de recibir el derecho al voto. Chamberlain dimitió del tercer gobierno de Gladstone en 1886 en oposición al movimiento de autonomía irlandés. Con su dimisión, provocó la escisión del Partido Liberal entre los seguidores de Gladstone, favorables al autogobierno irlandés, y los unionistas británicos opuestos a la misma. Chamberlain se convirtió en el fundador del Partido Unionista Liberal, un partido que incluía un bloque de diputados con base en Birmingham y sus alrededores.
En las elecciones generales de 1895, los unionistas liberales formaron un gobierno de coalición con el Partido Conservador, liderado por el antiguo oponente de Chamberlain, Lord Salisbury. En ese gobierno, Chamberlain fue el artífice de la Ley de Compensación de los Trabajadores de 1897, que forzaba a los empresarios a asegurar a sus empleados frente a accidentes laborales. Durante este período, Chamberlain ejerció como Secretario de Estado para las Colonias, promoviendo una variedad de planes imperialistas para desarrollar el Imperio británico en Asia, África y en las Indias Occidentales. Chamberlain fue el responsable político de la segunda guerra bóer (1899-1902) en Sudáfrica. Se convirtió en una figura dominante en la reelección del gobierno unionista en las elecciones "caqui" de 1900. En 1903, dimitió del gobierno para hacer campaña a favor de la reforma arancelaria, que defendía la imposición de tarifas arancelarias sobre las importaciones en oposición a la política existente de libre comercio. Obtuvo el apoyo de la mayoría de los diputados unionistas para esta postura, pero los unionistas sufrieron una aplastante derrota en las elecciones generales de 1906. Poco después de las celebraciones públicas de su 70 cumpleaños en Birmingham, quedó discapacitado por un derrame cerebral, poniendo fin a su carrera pública.
A pesar de que nunca llegó a ser primer ministro, Chamberlain fue uno de los políticos británicos más importantes de su época, además de un reconocido orador y reformador municipal. El historiador David Nicholls señala que su personalidad no era atractiva: era arrogante, despiadado y muy odiado. Nunca tuvo éxito en sus grandes ambiciones. Sin embargo, fue un organizador de base muy competente, hábil explotador de los instintos democráticos, y jugó un papel central en la victoria de la Segunda Guerra de los Bóer. Es más famoso por establecer las políticas municipales, arancelarias, extranjeras y coloniales británicas, y por dividir profundamente a los dos partidos políticos principales.

## Primeros años, carrera profesional, y matrimonio
Chamberlain nació en Camberwell, hijo de Joseph Chamberlain (1796–1874), un exitoso fabricante de zapatos, y de Caroline (1806–1875), hija del comerciante de quesos (antes cerveza) Henry Harben. Su hermano menor era Richard Chamberlain, más tarde también un político liberal. Criado en Highbury, un próspero suburbio del norte de Londres, fue educado en una escuela local, sobresaliendo académicamente y ganando premios en francés y matemáticas. La familia Chamberlain eran inconformistas anglicanos de la rama unitarista, rechazando el papel de la jerarquía de la Iglesia anglicana. Este hecho siempre influyó en las tendencias políticas de Joseph Chamberlain: su propia base política posterior estaba formada en gran medida por inconformistas y dissenters.
Dado que en aquella época una educación universitaria en Oxford o Cambridge estaba vetada a los inconformistas, y que el padre de Chamberlain veía la necesidad de proporcionar educación superior a todos sus hijos si estos luego iban a unirse a la empresa familiar, Joseph entró a la edad de 16 años como aprendiz del negocio familiar (su almacén llevaba en Milk Street, en el centro de Londres, tres generaciones) haciendo zapatos de cuero de calidad. A los 18, se unió al negocio de fabricación de tornillos de su tío, Nettlefolds de Birmingham, en el que su padre había invertido dinero. La compañía se hizo conocida como Nettlefold y Chamberlain cuando Chamberlain se convirtió en socio de Joseph Nettlefold. Durante el período más próspero del negocio, la empresa produjo dos tercios de todos los tornillos de metal fabricados en Inglaterra, y cuando Chamberlain se retiró del negocio en 1874, exportaba a todo el mundo.

La tercera esposa de Chamberlain, Mary, por John Singer Sargent,1902

En julio de 1861, Chamberlain se casó con Harriet Kenrick, la hija del fabricante de recipientes metálicos Archibald Kenrick, de Berrow Court, Edgbaston, Birmingham; se habían conocido el año anterior. Su hija Beatrice Chamberlain nació en mayo de 1862. Harriet, quien había tenido la premonición de que iba a morir durante el parto, enfermó dos días después del nacimiento de su hijo Austen Chamberlain en octubre de 1863, y murió tres días después. Chamberlain se dedicó a los negocios, mientras criaba a Beatrice y Austen con sus suegros los Kenrick.
En 1868, Chamberlain se casó con la prima de Harriet, Florence Kenrick, hija de Timothy Kenrick. Chamberlain y Florence tuvieron cuatro hijos: el futuro primer ministro Neville en 1869, Ida en 1870, Hilda en 1871 y Ethel en 1873. El 13 de febrero de 1875 Florence dio a luz a su quinto hijo, pero ella y el niño murieron un día después. La enseñanza de estos cuatro niños fue asumida por su medio hermana mayor, Beatrice, quien estaba destinada a dejar su huella como educadora.
En 1888, Chamberlain se casó por tercera vez en Washington, D.C. Su esposa fue Mary Crowninshield Endicott (1864-1957), hija del Secretario de Guerra de Estados Unidos, William Crowninshield Endicott. No tuvieron hijos, pero ella facilitó el acceso de Chamberlain en la sociedad de clase alta durante la segunda mitad de su carrera.

## Carrera política

### Reformista
Chamberlain se involucró en la política liberal, influenciado por las fuertes tradiciones radicales y liberales entre los industrialistas de Birmingham y la larga tradición de acción social en la Iglesia Unitaria. Durante el período que abarca las décadas de 1840 a 1860, las ciudades inglesas vivieron un gran desarrollo, mientras su representación política se mantenía inalterada por medio de un sistema de reparto de escaños que favorecía a las circunscripciones rurales, más numerosas. Chamberlain se involucró en los movimientos que presionaban para redistribuir los escaños parlamentarios a las ciudades y otorgar el derecho al voto a una mayor proporción de hombres urbanos. En 1866, la administración de Lord Russell, del Paritdo Liberal, presentó un proyecto de ley de reforma electoral que concedía el voto a 400.000 nuevos votantes, pero el proyecto de ley fue rechazado por varias facciones del propio partido liberal, las más conservadoras acusando a Russell de tratar de alterar el orden social, y criticados por los radicales por no conceder el voto secreto o el sufragio familiar. El proyecto de ley fue derrotado y el gobierno dimitió. Chamberlain fue uno de los 250.000, incluido el alcalde, que se manifestaron a favor de la reforma en las calles Birmingham el 27 de agosto de 1866; recordó que "los hombres entraron en tropel en el pasillo, negros como eran de las fábricas ... la gente se apiñó como arenques" para escuchar un discurso de John Bright. La administración conservadora minoritaria de Lord Derby aprobó una ley de reforma, casi duplicando el electorado de 1.430.000 a 2.470.000.
El Partido Liberal ganó las elecciones de 1868. Chamberlain participó activamente en la campaña electoral, alabando a Bright y a George Dixon, un diputado de Birmingham. Chamberlain también fue influyente en la campaña local en apoyo del proyecto de ley de 1869 a favor de la separación entre Iglesia y Estado en Irlanda. En el otoño de 1869 una delegación encabezada por William Harris lo invitó a presentarse para el Ayuntamiento, y en noviembre fue elegido concejal para representar al barrio de St. Paul.
Chamberlain y Jesse Collings habían estado entre los fundadores de la Liga de Educación de Birmingham en 1867, que señaló que de aproximadamente 4.25 millones de niños en edad escolar, 2 millones de niños, la mayoría en áreas urbanas, no asistían a la escuela, con un 1 millón en escuelas no inspeccionadas. Además, Chamberlain y otros inconformistas anglicanos estaban opuestos a que parte de los pocos recursos dedicados a la educación fueran destinados a subvencionar las escuelas de la Iglesia de Inglaterra. Chamberlain favoreció la educación gratuita, laica y obligatoria, afirmando que "es tanto el deber del Estado velar por que los niños sean educados como asegurarse de que se alimenten", y atribuyó el éxito de Estados Unidos y de Prusia a la educación pública. La Liga de Educación de Birmingham se convirtió en la Liga Nacional de Educación, que celebró su primera conferencia en Birmingham en 1869 y propuso un sistema escolar financiado por impuestos locales y subvenciones gubernamentales, administradas por las autoridades locales sujeto a inspección gubernamental. En 1870, la Liga tenía más de cien sucursales, la mayoría en ciudades y formada principalmente por hombres de sindicatos y organizaciones de trabajadores.
William Edward Forster, vicepresidente del Comité del Consejo de Educación, propuso un proyecto de ley de educación primaria en enero de 1870. Los inconformistas se opusieron a la propuesta de financiar las escuelas de la Iglesia Anglicana como parte del sistema educativo nacional a través de impuestos. La Liga estaba decepcionada por la ausencia de juntas escolares o de educación gratuita y obligatoria. Chamberlain organizó una delegación de 400 miembros de la Liga y 46 parlamentarios para visitar al primer ministro William Ewart Gladstone en Downing Street el 9 de marzo de 1870, la primera vez que los dos hombres se conocieron. Chamberlain impresionó al primer ministro con su lúcido discurso, y durante la segunda lectura del proyecto de ley, Gladstone acordó hacer enmiendas que eliminaron a las escuelas de la Iglesia del control de los contribuyentes y les concedieron fondos. Los parlamentarios liberales, exasperados por las concesiones de Gladstone, votaron en contra del gobierno y el proyecto de ley fue aprobado en la Cámara de los Comunes con el apoyo de los conservadores. Chamberlain hizo campaña en contra de la Ley, y especialmente de la Cláusula 25, que otorgó a las juntas escolares de Inglaterra y de Gales el poder de pagar las cuotas de los niños pobres en las escuelas voluntarias, lo que teóricamente les permitía financiar las escuelas de la Iglesia Anglicana. La Liga de la Educación se presentó en varias elecciones parciales contra los candidatos liberales que se negaron a apoyar la derogación del artículo 25. En 1873 se eligió una mayoría liberal para la Junta Escolar de Birmingham, con Chamberlain como presidente. Finalmente, se llegó a un compromiso con el representante de la Iglesia en la Junta Escolar que acordó hacer pagos con el dinero de los contribuyentes solo a las escuelas asociadas con la educación industrial.

### Alcalde de Birmingham

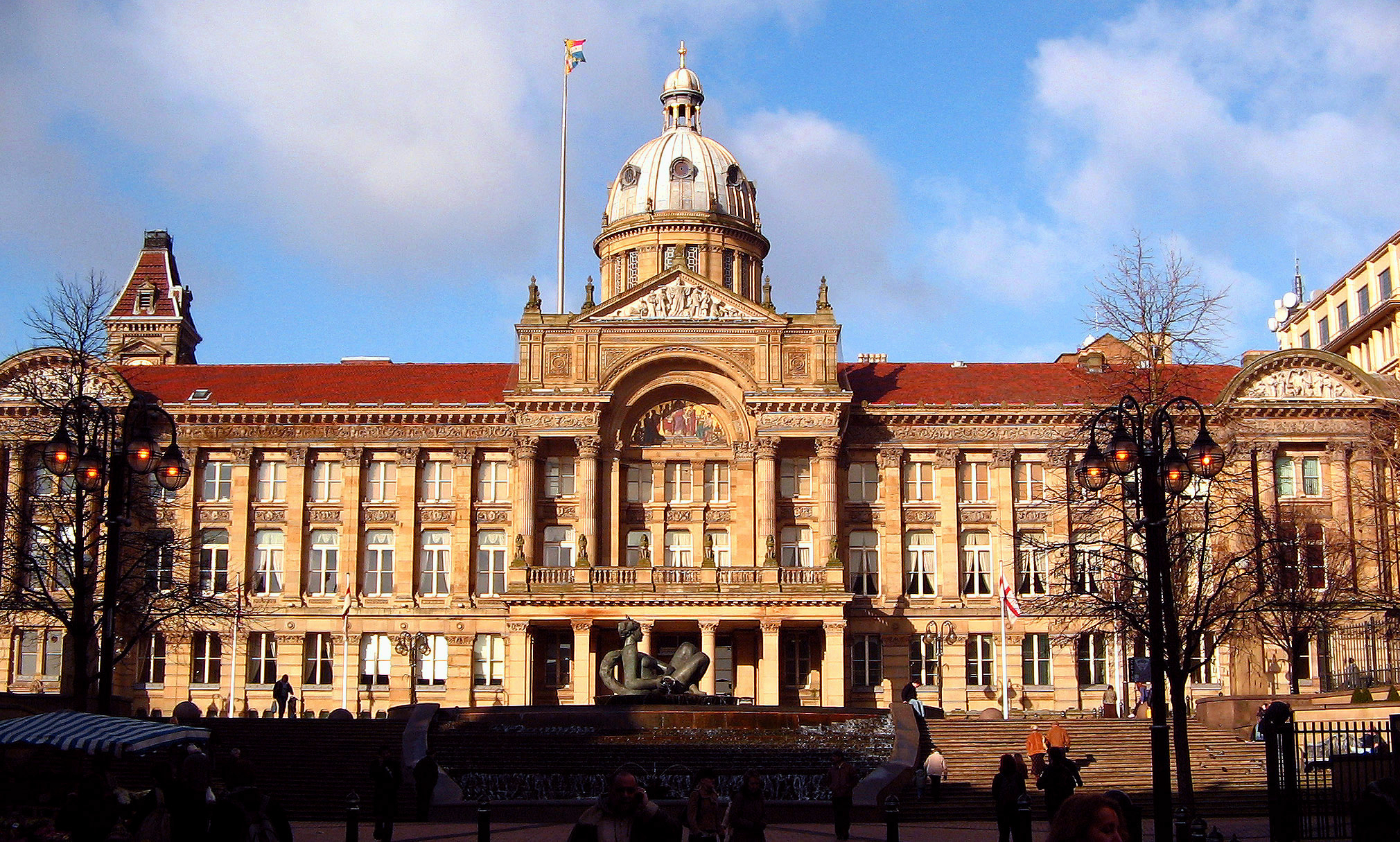
Ayuntamiento de Birmingham, construido a instancias de Joseph Chamberlain.

En noviembre de 1873, el Partido Liberal arrasó en las elecciones municipales y Chamberlain fue elegido alcalde de Birmingham. Los conservadores habían denunciado su radicalismo y lo habían llamado "monopolizador y dictador", mientras que los liberales habían hecho campaña contra sus oponentes conservadores de la Iglesia Anglicana con el lema "El pueblo por encima de los sacerdotes". La administración municipal de la ciudad había sido notablemente laxa con respecto a las obras públicas, y muchos habitantes de las ciudades vivían en condiciones de gran pobreza. Como alcalde, Chamberlain promovió muchas mejoras cívicas, prometiendo que la ciudad estaría "estacionada, pavimentada, acondicionada, comercializada, con gas y agua, y amejorada'".
La política municipal de Chamberlain fue muy radical para la época, y fue el ejemplo seguido por muchas otras ciudades en las décadas siguientes. Se basó en dos grandes temas: centralizar el control y garantizar la calidad de los servicios municipales básicos (agua, gas, limpieza, bomberos, obras públicas,...), por entonces a menudo en manos de empresas privadas; y mejorar la calidad de la vivienda y las condiciones de vida de los suburbios de las clases pobres.
Las dos compañías de gas que suministraban a Birmingham estaban sumidas en una guerra comercial constante, a resultas de la cual las calles de la ciudad se excavaban continuamente para que cada empresa pudiera tender su propia red de distribución de gas. Esto causaba constantes cortes de suministro e impedía racionalizar el servicio. Chamberlain compró por la fuerza las dos empresas en nombre del municipio por 1.953.050 libras esterlinas, e incluso se ofreció a comprar las empresas él mismo si los contribuyentes se negaban. En su primer año de operaciones, el nuevo plan municipal de gas obtuvo un beneficio de 34.000 libras esterlinas.
El suministro de agua de la ciudad era un riesgo para la salud pública: aproximadamente la mitad de la población de la ciudad dependía del agua de pozos, gran parte de la cual estaba contaminada por aguas residuales. El agua corriente solo se suministraba tres días a la semana, lo que obligaba al uso de agua de pozo y carros de agua durante el resto de la semana. Deplorando el aumento de la tasa de mortalidad por enfermedades contagiosas como el cólera en las partes más pobres de la ciudad, en enero de 1876 Chamberlain expropió la planta de agua de Birmingham por una suma combinada de 1.350.000 libras esterlinas, creando el Consorcio de Aguas de Birmingham, uno de los primeros de su clase. Chamberlain tuvo que explicar la medida ante un comité de la Cámara de los Comunes, diciendo "No tenemos la menor intención de lucrarnos ... Obtendremos nuestro lucro indirectamente por medio de la comodidad del pueblo y en la salud de los habitantes".  Chamberlain era famoso por desconfiar de toda autoridad central y de la burocracia, prefiriendo otorgar a las comunidades locales el poder para actuar por su propia iniciativa: veía en sus radicales acciones municipales una expresión del derecho de las comunidades locales a ejercer sus poderes para promover el bien público.
En julio de 1875, Chamberlain presentó un plan de mejora de Birmingham que incluía la limpieza de los barrios marginales en el centro de la ciudad de Birmingham. Chamberlain había sido consultado por el ministro del Interior, Richard Assheton Cross durante la preparación de la Ley de Mejora de Viviendas de Artesanos y Obreros de 1875, parte del programa de reforma social promovido por el entonces primer ministro, el conservador Benjamin Disraeli. Chamberlain compró 50 acres (200.000 metros cuadrados) de propiedad para construir una nueva calle (Corporation Street), a través de los suburbios superpoblados de Birmingham. Tras superar las protestas de los propietarios locales y la investigación del comisario de la Junta de Gobierno Local sobre el plan, Chamberlain obtuvo el respaldo del presidente de la misma, George Sclater-Booth. Chamberlain recaudó los fondos para el programa, contribuyendo él mismo con £10 000. Sin embargo, el Comité de Amejoramiento concluyó que sería demasiado costoso trasladar a los habitantes de los barrios marginales a un alojamiento construido por el municipio, por lo que el terreno se arrendó para servicios comerciales en un contrato de arrendamiento de 75 años. Los habitantes de los suburbios fueron finalmente realojados en las afueras de Birmingham, y el plan costó al gobierno local £300.000. La tasa de mortalidad en Corporation Street disminuyó drásticamente, de aproximadamente 53 por 1000 habitantes entre 1873 y 1875 a 21 por 1000 habitantes entre 1879 y 1881.
Chamberlain también se preocupó de mejorar otros servicios municipales: promovió con dinero público y privado la construir bibliotecas, piscinas municipales y escuelas. El Museo de Birmingham se amplió y se abrieron varios nuevos parques. Se inició la construcción de un nuevo Ayuntamiento de estilo neoclásico, y se construyeron los Juzgados de Corporation Street.
La alcaldía de Birmingham ayudó a convertir a Chamberlain en una figura tanto nacional como local. Sus contemporáneos estaban particularmente atraídos por su persona pública: alto, joven, y con una llamativa vestimenta, incluido "una levita de terciopelo negro, monóculo, corbata roja, una orquídea en el ojal". Su contribución a la mejora de la ciudad le valió a Chamberlain la lealtad del llamado Comité de Birmingham durante el resto de su carrera pública. La ciudad y sus alrededores se convirtieron en su principal granero y apoyo electoral.
Su biógrafo Peter Marsh afirmó:
Al principio de su carrera política, Chamberlain construyó posiblemente su mayor y más duradero logro, un modelo de "gas y agua" o socialismo municipal ampliamente admirado en el mundo industrializado. A instancias de su incesante insistencia, Birmingham se embarcó en un plan de mejora para derribar sus barrios bajos centrales y reemplazarlos por viviendas saludables y vías comerciales, tanto para ventilar la ciudad como para atraer negocios. Este plan, sin embargo, tensó los recursos financieros de la ciudad y socavó el consenso a favor de la reforma.

## Carrera en la Política Nacional

### Parlamentario liberal (1876-1880)

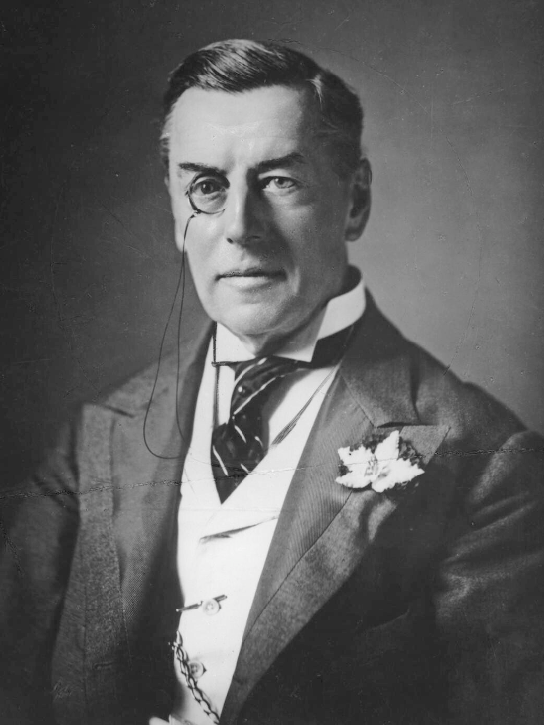
Joseph Chamberlain luciendo su atuendo característico: monóculo, levita de terciopelo, y una orquídea que cultivaba en los invernaderos de su mansión de Highbury en Birmingham, y hacía que le fueran enviadas diariamente a Londres cuando el Parlamento estaba en período de sesiones.

La Asociación Reformista de Sheffield, una rama del Partido Liberal en dicha ciudad, invitó a Chamberlain a presentarse a las elecciones como diputado poco después del comienzo de su mandato como alcalde de Birmingham, durante las elecciones generales del Reino Unido de 1874. Esta su primera campaña parlamentaria fue feroz; los opositores lo acusaron de republicanismo y ateísmo, e incluso le arrojaron gatos muertos al estrado desde donde estaba dando un discurso. Chamberlain quedó en tercer lugar, un resultado pobre para un líder urbano radical. 
Chamberlain finalmente rechazó la posibilidad de presentarse en Sheffield nuevamente, y cuando George Dixon se retiró de su escaño en Birmingham en mayo de 1876, Chamberlain fue elegido sin oposición (17 de junio de 1876) por el distrito electoral de Birmingham, después de un período de ansiedad tras su nominación en el que denunció al primer ministro, Benjamin Disraeli, acusándolo de ser "un hombre que nunca dice la verdad excepto por accidente". Después de que Chamberlain fuera objeto de fuertes ataques por el insulto, se disculpó públicamente.
Cuando fue elegido en 1876, Chamberlain dimitió como alcalde de Birmingham y fue presentado a la Cámara de los Comunes por John Bright y por Joseph Cowen, el miembro del parlamento por Newcastle-upon-Tyne. Casi de inmediato, Chamberlain comenzó a organizar a los parlamentarios radicales a su alrededor, con la intención de desplazar a la facción whig, más conservadora y aristocrática, del dominio del Partido Liberal. El 4 de agosto de 1876, Chamberlain pronunció su discurso inaugural en la Cámara de los Comunes durante un debate sobre las escuelas primarias. Habló durante veinte minutos sobre el mantenimiento del artículo 25 de la ley de educación con Disraeli presente en la Cámara, y utilizó su experiencia en la Junta Escolar de Birmingham para pronunciar un discurso que impresionó a muchos parlamentarios. Muchos de los otros discursos de Chamberlain versaron sobre su defensa de la educación pública gratuita, sobre la concesión de licencias de alcohol y la disciplina militar. Chamberlain también esperaba beneficiarse la agitación pública contra las "atrocidades" de Turquía en Bulgaria para promover una agenda radical, ante las que Disraeli no pretendía responder.

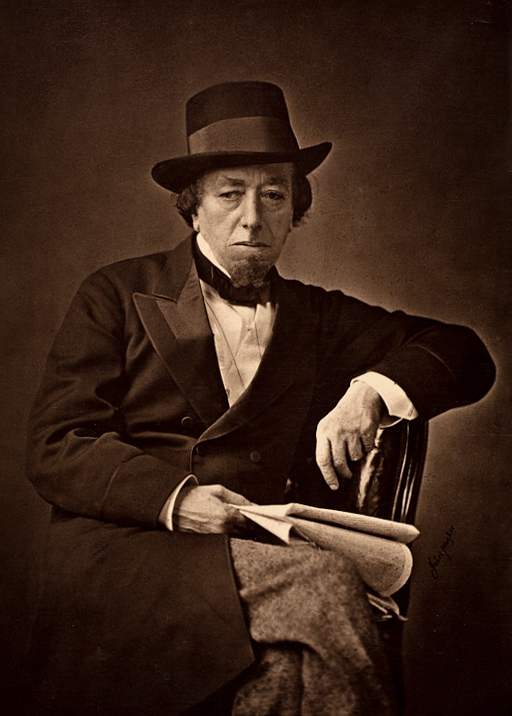
Benjamin Disraeli, primer ministro conservador al comienzo de la carrera parlamentaria de Chamberlain.

Las dificultades iniciales para crear un grupo radical coherente convencieron a Chamberlain de la necesidad de establecer una organización más eficaz para controlar el Partido Liberal en su conjunto y articular su acción política en las provincias y los municipios. Ese año, Chamberlain cerró filas con Gladstone para beneficiarse de la creciente popularidad del recientemente retornado líder liberal. Con el Partido Liberal oponiéndose activamente a la política exterior de Disraeli durante la guerra ruso-turca de 1877, Gladstone se dirigió a aproximadamente 30.000 personas en Bingley Hall (Birmingham) el 31 de mayo de 1877 para fundar la Federación Nacional Liberal (FNL), una federación de asociaciones liberales del país. El organismo estaba dominado por políticos de Birmingham, con el propio Chamberlain como presidente. La Federación fue diseñada para reforzar la disciplina del partido y las campañas electorales, y atraer a nuevos miembros del partido, organizar reuniones políticas y publicar carteles y folletos. Los comentaristas contemporáneos hicieron comparaciones (a menudo despectivas) entre las técnicas de la Federación y las empleadas en la política estadounidense. La Federación aumentó la influencia de Chamberlain en el Partido Liberal y le dio una plataforma nacional para promover el radicalismo.
Chamberlain fue muy crítico con la política exterior de Disraeli, al que acusó de querer desviar la atención pública de los problemas internos del país. Sin embargo, a diferencia de muchos liberales, Chamberlain no era un antiimperialista, porque aunque reprendió al gobierno por su política oriental en la segunda guerra anglo-afgana de 1878 y la guerra anglo-zulú de 1879, también era cierto que Chamberlain había apoyado la compra de Disraeli de las acciones de la empresa Canal de Suez en noviembre de 1875. En esta etapa de su carrera, Chamberlain estaba ansioso por proteger los intereses británicos en el extranjero, pero puso mayor énfasis en satisfacer lo que para él era la justicia social que en perseguir tales intereses. Chamberlain se unió a las denuncias liberales de la política exterior del Partido Conservador en las elecciones generales de 1880, en la que las técnicas modernas de propaganda y mítines políticos promovidas por Chamberlain por medio de la Federación Nacional Liberal (NLF) facilitaron la victoria liberal, y llevó a William Gladstone de vuelta al poder.

### Presidente de la Junta de Comercio

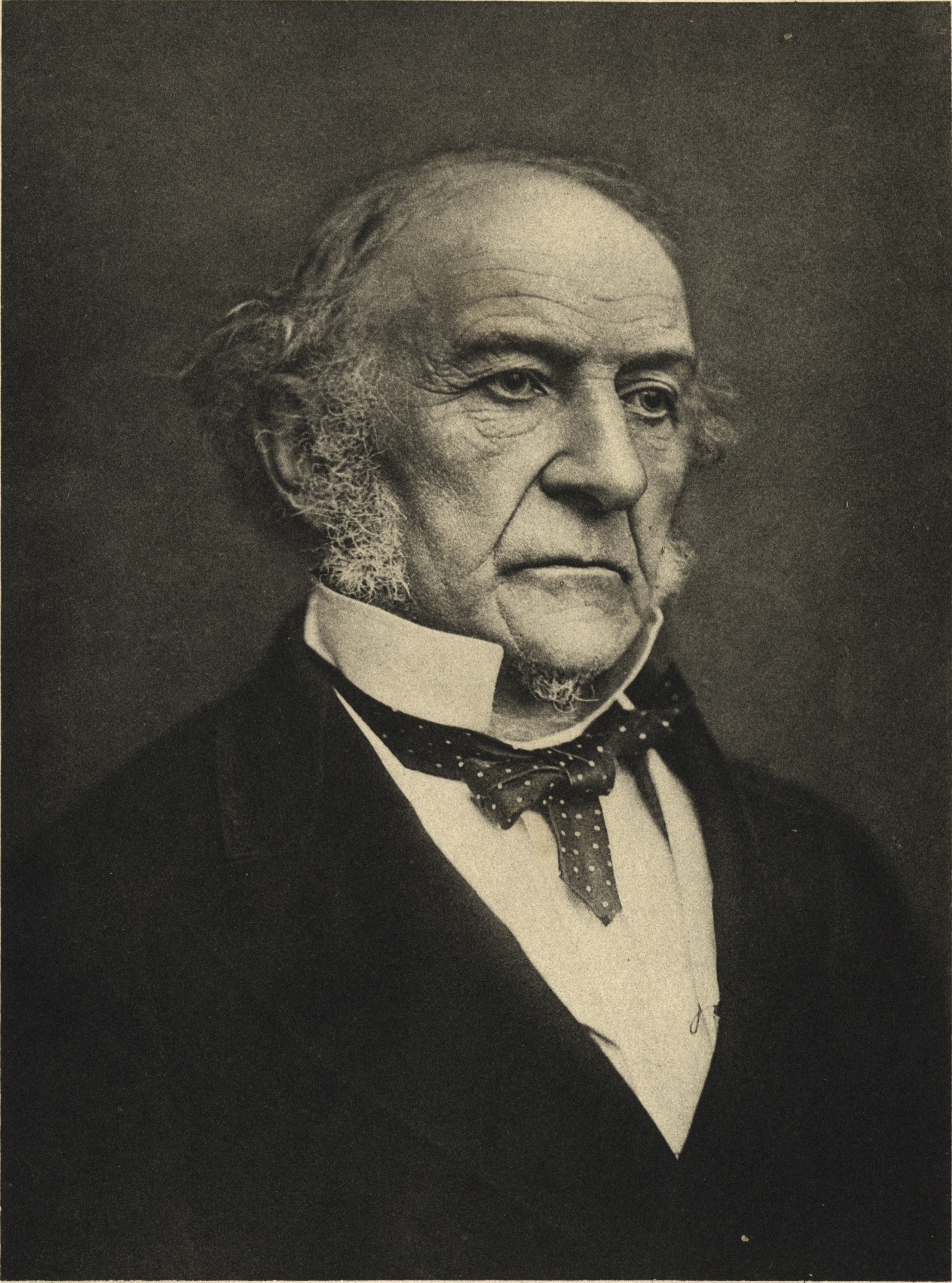
William Gladstone, líder del Partido Liberal. Su intento de conceder el autogobierno a Irlanda llevó a Chamberlain a forzar la escisión del Partido Liberal, y a crear el Partido Unionista Liberal, que rápidamente se alió con los conservadores.

A pesar de llevar como parlamentario sólo cuatro años, Chamberlain esperaba un puesto en el gobierno de Gladstone, e hizo saber a Sir William Harcourt que estaba preparado para liderar una revuelta parlamentaria y presentar candidatos radicales en las elecciones municipales si sus ambiciones no eran satisfechas. Aunque Gladstone no tenía en alta estima a la FNL de Chamberlain, reconoció el papel que había desempeñado en la victoria en las elecciones de 1880 y estaba ansioso por reconciliar a Chamberlain y otros radicales con el gobierno, principalmente los aristocráticos whig. Habiendo seguido el consejo de Bright, Gladstone invitó a Chamberlain el 27 de abril de 1880 para convertirse en Presidente de la Junta de Comercio, una suerte de ministro de Comercio.
El margen de maniobra política de Chamberlain para promover reformas de gran calado estuvo bastante restringido entre 1880 y 1883 por la preocupación del gobierno con Irlanda, Transvaal (sumido en la primera guerra bóer) y Egipto (donde el Reino Unido se enfrentaba a una revuelta colonial), pero pudo presentar un proyecto de ley de transporte de cereales, para el transporte más seguro de cereales, un proyecto de ley de iluminación pública, que permitía a las corporaciones municipales establecer suministros de electricidad, y uno de salario para marineros, que garantiza un sistema de pago más justo para los marineros mercantes. 
Después de 1883, Chamberlain fue más productivo. Un proyecto de ley de quiebras estableció un Departamento de Bancarrotas en la Junta de Comercio, dedicado investigar los negocios fallidos. Un proyecto de ley de patentes sometió las patentes a la supervisión de la Junta de Comercio. Chamberlain también trató de poner fin a la práctica de los armadores de asegurar en exceso sus embarcaciones - creando los 'barcos ataúd', fraude por medio del cual los armadores se decidía no tripular sus barcos porque gracias al seguro se aseguraban un beneficio tanto si el barco llegaba a salvo como si se hundía. A pesar de contar con el respaldo de los conservadores demócratas de Lord Randolph Churchill y John Eldon Gorst, el gobierno liberal no estaba dispuesto a otorgar a Chamberlain todo su apoyo, y el proyecto de ley fue retirado en julio de 1884.
Chamberlain se interesó especialmente por Irlanda. La Conradh na Talún (Liga de la Tierra Irlandesa) defendía rentas justas,  estabilidad para los arrendatarios irlandeses, y la venta libre de tierras para los campesinos católicos irlandeses. Esto se oponía a los terratenientes angloirlandeses, a menudo ausentes, que tendían a dejar sus asuntos en manos de administradores muy propensos a los abusos y los deshaucios de tierras. Chamberlain etaba de acuerdo con las sugerencias de que una Ley de Tierras contrarrestaría la agitación en Irlanda y los abusos de los fenianos en las islas británicas, y acallaría las demandas del movimiento autonomista irlandés. 

##### Postura irlandesa
Pese a defender el autogobierno de la mayor parte de las colonias británicas (de hecho, sería el propio Chamberlain quien, como Secretario Colonial, concedería el autogobierno a Australia en 1901), Chamberlain estaba firmemente opuesto a conceder cualquier autonomía a Irlanda, razonando que los irlandeses acabarían por independizarse y esto conduciría a la eventual ruptura del Imperio británico. No obstante, estaba opuesto a las políticas de coerción del Secretario en Jefe para Irlanda, William E. Forster, creyendo que las tácticas coercitivas británicas no hacían nada por resolver lo que en su opinión era el gran problema irlandés: la injusta distribución agraria, que marginaba a la mayoría católica del país. 
A fin de aplacar las protestas en Irlanda, en abril de 1881 el gobierno de Gladstone introdujo la Ley de Tierras Irlandesas, con la que pretendían facilitar el acceso de los irlandeses pero sin redistribuir tierras. En respuesta, Charles Stewart Parnell, líder de los nacionalistas irlandeses, alentó a los arrendatarios agrícolas a retener el pago de rentas. En respuesta, Parnell y otros líderes, incluidos John Dillon y William O'Brien, fueron encarcelados por Forster en la prisión del Kilmainham Gaol el 13 de octubre de 1881. 
Chamberlain apoyó su encarcelamiento en lugar de hacer más concesiones, y usó su encarcelamiento para negociar con ellos en 1882 el que sería conocido como el Tratado de Kilmainham. En base al mismo, gobierno acordó liberar a Parnell a cambio de su cooperación para hacer funcionar la Ley de Tierras. Igualmente, Forster se vio forzado a dimitir. El tratado fracsó: el nuevo Secretario en Jefe para Irlanda, Lord Frederick Cavendish, fue asesinado por terroristas irlandeses en Phoenix Park el 6 de mayo de 1882, dejando el Tratado de Kilmainham invalidado. Muchos, incluido Parnell, creían que a Chamberlain, habiendo negociado el acuerdo, se le ofrecería el puesto de Secretario en Jefe, pero Gladstone nombró a Sir George Trevelyan (irónicamente, el hijo de Sir Charles Trevelyan, quien fuera responsable político de causar la gran hambruna irlandesa en 1845-49) en su lugar. Sin embargo, Chamberlain mantuvo un interés en los asuntos irlandeses y propuso al gobierno de Gladstone la creación de una Junta Central Irlandesa que tendría poderes legislativos para los asuntos agrícolas, la educación y las comunicaciones. Esto fue rechazado por la facción whig del gobierno el 9 de mayo de 1885.

### Jack Cade
Después de su éxito en la política municipal de Birmingham, Chamberlain se sintió frustrado por las dificultades para introducir una legislación más acorde con su agenda radical como Presidente de la Junta de Comercio. Al comienzo del gobierno de Gladstone, Chamberlain sugirió sin éxito que el derecho al voto debería extenderse, y el primer ministro argumentó que el asunto debería aplazarse hasta el final de la vida útil del Parlamento. En 1884, los liberales propusieron una Tercera Ley de Reforma, que daría el voto a cientos de miles de trabajadores rurales.
Chamberlain se ganó una reputación por sus discursos provocativos durante este período, especialmente durante el debate sobre el proyecto de ley de derecho al voto en 1884, al que se opusieron los liberales whig Lord Hartington y Lord Goschen, así como el líder conservador Lord Salisbury, quien argumentaba que el proyecto de ley daba a los liberales una ventaja electoral injusta y estaba preparado para bloquear el proyecto de ley en la Cámara de los Lores a menos que fuera acompañado de una redistribución de escaños en las afueras de las ciudades. En Denbigh, el 20 de octubre de 1884, Chamberlain declaró en un discurso que Salisbury era "él mismo el portavoz de una clase, una clase a la que él mismo pertenece, que ni trabaja ni hila". En respuesta, Salisbury calificó a Chamberlain de "bandido siciliano" y Stafford Northcote lo llamó "Jack Cade" (un famoso rebelde campesino de la Inglaterra medieval). Cuando Chamberlain sugirió que marcharía sobre Londres con miles de votantes de Birmingham para protestar contra los poderes de la Cámara de los Lores, Salisbury comentó que "el Sr. Chamberlain regresará de esa aventura con la cabeza rota, en el mejor de los casos".

### Programa Radical de julio de 1885
La Tercera Ley de Reforma de 1884 fue seguida por una Ley de Redistribución en 1885, negociada entre Gladstone y Lord Salisbury, que redistribuía los distritos electorales para ventaja de los conservadores. Chamberlain hizo campaña para atraer a los votantes recién habilitados con reuniones públicas, discursos y, en particular, artículos escritos en la "Revista quincenal" por los asociados de Chamberlain, incluidos Jesse Collings y John Morley.
Chamberlain escribió el prefacio del "Programa Radical" de julio de 1885, el primer manual de campaña de la historia política británica. Este programa defendía la reforma agraria, más impuestos directos, educación pública gratuita, la separación entre el Estado y la Iglesia de Inglaterra, el sufragio universal masculino, y más protección para los sindicatos. Estuvo muy inspirado por el folleto de 1873 de su amigo Frederick Maxse "Las causas de la revuelta social". La visión idealista con la que Chamberlain había llegado al parlamento en 1876 se había visto afectada por la práctica política, ya que en la cuestión de la educación Chamberlain propuso separar el objetivo de la educación gratuita para todos los niños de la cuestión religiosa. Su política fue rechazada por grupos de todo el espectro político, que utilizaban la educación como arma política, incluida la Federación Nacional política, los inconformistas, los católicos y, en general, todos los contribuyentes.
El "Programa Radical" se ganó el desprecio de whigs y conservadores por igual. Chamberlain le había escrito a Morley que con solidaridad radical "destruiremos por completo a los whigs y tendremos un gobierno radical antes de que pasen muchos años". Buscando una confrontación con los whigs, Chamberlain y Sir Charles Dilke presentaron sus dimisiones a Gladstone el 20 de mayo de 1885, cuando el Gobierno rechazó el plan de Chamberlain para la creación de Consejos Nacionales en Inglaterra, Escocia y Gales y cuando un proyecto de ley de compra de tierras no incluía ninguna disposición para la reforma del gobierno local irlandés. Las dimisiones fueron rechazas, y la oportunidad para que Chamberlain diera a conocer su Programa Radical al país solo se presentó cuando el Partido Parlamentario Irlandés aprobó una enmienda conservadora al presupuesto el 9 de junio, que fue aprobada por 12 votos, derrotando al gobierno. El gobierno de Gladstone dimitió en pleno ante la derrota presupuestaria, y Salisbury formó una administración minoritaria.

### Cisma liberal
En agosto de 1885, el gobierno de Salisbury, incapaz de recabar suficientes apoyos para aprobar sus propios presupuestos, solicitó la disolución del Parlamento. Chamberlain comenzó su campaña electoral el 5 de agosto en Hull, dirigiéndose a una multitud entusiasta frente a grandes carteles que lo declaraban "Su próximo primer ministro". Hasta el final de la campaña en octubre, Chamberlain denunció a los opositores al "Programa Radical" y apoyó la causa de los trabajadores rurales. Ofreció poner a disposición de los trabajadores agrícolas minifundios financiados fondos de las autoridades municipales locales, usando el lema "Tres acres y una vaca". La campaña de Chamberlain atrajo a grandes multitudes y cautivó a los jóvenes Ramsay MacDonald y David Lloyd George, pero desconcertó a importantes liberales como Goschen, quien se refirió al programa radical como el "Programa no autorizado". Los conservadores denunciaron a Chamberlain como un anarquista, y algunos incluso lo compararon con Dick Turpin.
En octubre de 1885, Chamberlain y Gladstone se reunieron en el castillo de Hawarden (la residencia campestre de Gladstone, en el norte de Gales) para conciliar sus respectivos programas electorales. La reunión, aunque de buen tono, fue en gran parte improductiva, y Gladstone se olvidó de contarle a Chamberlain sus negociaciones con Parnell destinadas a otorgar la autonomía a Irlanda. Chamberlain descubrió la existencia de tales negociaciones gracias a Henry Labouchere, pero inseguro de la naturaleza precisa de la oferta que Gladstone había hecho a Parnell, no presionó el tema, aunque ya había declarado su oposición a la autonomía, afirmando que "no puedo admitir que cinco millones de irlandeses tienen más derecho a gobernarse a sí mismos sin tener en cuenta el resto del Reino Unido que los cinco millones de habitantes de la metrópolis". Los liberales ganaron las elecciones generales en noviembre de 1885, pero no alcanzaron la mayoría absoluta contra los conservadores y los nacionalistas irlandeses, con estos últimos manteniendo el equilibrio entre los dos partidos. Ante esta situación, Lord Salisbury y sus conservadores se mantuvieron en el poder. 
El 17 de diciembre, Herbert Gladstone (hijo de William Gladstone) reveló a Chamberlain y otros políticos liberales que su padre estaba preparado para conceder un gobierno autónomo a Irlanda, una acción que la prensa de la época, a la que se filtró la noticia, denominó "volar la cometa de Hawarden". Al principio, Chamberlain se mostró reacio a enojar a sus seguidores radicales uniendo fuerzas con los whigs y conservadores opuestos a la autonomía irlandesa. Esperó a conocer el desarrollo de los acontecimientos mientras decía poco sobre el tema públicamente. No obstante, Chamberlain maldijo en privado a Gladstone y a la noción de autonomía, y defendió ante sus allegados que mantener a los conservadores en el poder un año más facilitaría la solución de la cuestión irlandesa. Los liberales volvieron al poder en enero de 1886, después de que una enmienda de Collings de inspiración radical fuera aprobada por 79 votos en la Cámara de los Comunes, aunque Hartington, Goschen y 18 liberales habían votado con los conservadores.
Chamberlain declinó la oferta de Gladstone del cargo de Primer lord del Almirantazgo. Gladstone rechazó la solicitud de Chamberlain para encabezar la Oficina Colonial y finalmente lo nombró Presidente de la Junta de Gobierno Local (ministro a cargo de la supervisión de las actividades municipales). Una disputa sobre el monto a pagar a Collings, el secretario parlamentario de Chamberlain, empeoró las relaciones entre Gladstone y Chamberlain, aunque este último todavía esperaba poder alterar o bloquear la propuesta de autonomía de Gladstone en el gabinete, de modo que su programa de radicalismo podría recibir más atención. Sin embargo, el plan de Chamberlain para establecer Consejos Nacionales no se discutió en el gobierno, y solo el 13 de marzo se revelaron las propuestas de Gladstone para Irlanda. Chamberlain argumentó que los detalles del Proyecto de Ley de Compra de Tierras adjunto debían darse a conocer para que se pueda emitir un veredicto justo sobre la autonomía. Cuando Gladstone declaró su intención de otorgar a Irlanda un Parlamento independiente con plenos poderes para ocuparse de los asuntos irlandeses, Chamberlain decidió dimitir y escribió para informar a Gladstone de su decisión dos días después. Mientras tanto, Chamberlain consultó con Arthur Balfour, sobrino de Salisbury, sobre la posibilidad de una acción concertada con los conservadores, y contempló una cooperación similar con los whigs. Su dimisión se hizo pública el 27 de marzo de 1886.

### Asociación Liberal Unionista
Tras su dimisión en marzo de 1886, Chamberlain comenzó una feroz campaña contra la propuesta irlandesa de Gladstone. Sus motivaciones combinaban temas imperialistas, domésticos y personales. Imperialistas, porque amenazaban con debilitar el control del Parlamento sobre un territorio para él integral al Reino Unido; domésticos, porque le restaba importancia a su propio programa radical; y personal, porque debilitaron su propia posición en el partido.
Las posibilidades inmediatas de Chamberlain de alcanzar el liderazgo del Partido Liberal habían disminuido drásticamente y, a principios de mayo, la Federación Nacional Liberal declaró su lealtad a Gladstone. El 9 de abril, Chamberlain se pronunció en contra del Proyecto de ley del gobierno irlandés 1886 en su primera lectura antes de asistir a una reunión de unionistas liberales, convocada por Hartington, hasta ahora el enemigo acérrimo Whig de Chamberlain el 14 de mayo. De esta reunión surgió la Asociación Liberal Unionista, originalmente una alianza ad hoc formada como frente opuesto al autogobierno irlandés, que condujo a la ruptura definitiva del Partido Liberal en sus corrientes Gladstonianas y Chamberlainistas.
Mientras tanto, para distinguirse de los whigs, Chamberlain fundó la Unión Nacional Radical con la que competir frente a su antigua FLN; esta nueva asociación se disolvió en 1888. Durante la segunda lectura del proyecto de ley el 8 de junio de 1886, el proyecto de ley de autonomía fue derrotado por 30 votos, por la oposición combinada de conservadores, radicales chamberlainistas, y los whigs. En total, 93 liberales, incluidos Chamberlain y Hartington, votaron en contra de Gladstone.

### Unionista Liberal
El rechazo al proyecto de ley de autogobierno para Irlanda provocó la dimisión de Gladstone, y el Parlamento fue disuelto. En las elecciones generales del Reino Unido de 1886, los conservadores y unionistas liberales acordaron una alianza electoral. La posición de Chamberlain era más incómoda que la de Hartington, ya que los conservadores desconfiaban intensamente del primero y Chamberlain no podía influir en ellos, mientras que los gladstonianos lo despreciaban por votar en contra de la autonomía. El mismo Gladstone observó que "Hay una diferencia entre Hartington y Chamberlain: que el primero se comporta como un caballero cabal. Del otro es mejor no hablar." Con las elecciones generales dominadas por la cuestión del autogobierno irlandés, la campaña de Chamberlain fue tanto radical como intensamente patriótica. Los conservadores y unionistas liberales obtuvieron 393 escaños en la Cámara de los Comunes y una cómoda mayoría.
Chamberlain no entró a formar parte en el gobierno unionista, consciente de que la hostilidad hacia él en las filas conservadoras significaba que un acuerdo con ellos sólo sería extensible al asunto irlandés, sin posibilidad alguna de implementar su agenda reformista radical. Chamberlain tampoco deseaba alienar a su base de apoyo radical, poco convencida de la escisión del partido liberal que Chamberlain había forzado. La corriente principal liberal eligió a Chamberlain como su villano favorito, gritándole "¡Judas!" y "¡Traidor!" cuando entraba en la Cámara de los Comunes. Incapaz de identificarse decididamente con ninguno de los partidos, Chamberlain buscó una alianza estratégica con un espíritu afín del Partido Conservador, Lord Randolph Churchill (padre de Winston Churchill). 
En noviembre de 1886, Churchill anunció su propio "Programa no autorizado" en Dartford, cuyo contenido tenía mucho en común con el propio "Programa Radical" de Chamberlain, e incluía la concesión de pequeñas propiedades para los trabajadores rurales y mayores poderes para los gobiernos locales. El mes siguiente, Churchill dimitió como ministro de Hacienda en protesta por el incremento del gasto militar, una maniobra diseñada para fortalecer la posición política de Churchill. Sin embargo, cuando la mayor parte de los parlamentarios conservadores se unieron a Salisbury y apoyaron su presupuesto, Churchill se quedó sin apoyos internos, lo que supuso de facto el fin de la carrera política de Churchill. La caída de Churchill puso fin a la esperanza de Chamberlain de crear una poderosa facción radical que abarcara a ambos partidos. El nombramiento de Goschen como reemplazo de Churchill aisló aún más a Chamberlain, y simbolizó la buena relación entre los unionistas liberales no radicales y los conservadores.
En enero de 1887, Chamberlain, Trevelyan, Harcourt, Morley y Lord Herschell participaron en una serie de mesas redondas para tratar de reconducir un consenso sobre la política irlandesa dentro de las filas Partido Liberal. Chamberlain tenía la esperanza de que un acuerdo le permitiera reclamar el liderazgo del partido en el futuro, y que ganaría influencia sobre los conservadores simplemente porque estas negociaciones ponían la mayoría gubernamental en el parlamento en peligro. Aunque se llegó a un acuerdo preliminar sobre la compra de tierras, Gladstone no estaba dispuesto a comprometerse más, y las negociaciones terminaron en marzo sin resultados concretos. 
A fin de minimizar el riesgo de que el cisma del partido liberal llegara a su fin, en agosto de 1887 Lord Salisbury invitó a Chamberlain a liderar la delegación británica para resolver una disputa pesquera entre los Estados Unidos y Terranova, que llevó a Chamberlain a Estados Unidos. La visita a los Estados Unidos renovó su entusiasmo por la política y realzó su posición con respecto a Gladstone. En noviembre, Chamberlain conoció a Mary Endicott, de 23 años, hija del secretario de Guerra del presidente Grover Cleveland, William C. Endicott. Antes de salir de los Estados Unidos en marzo de 1888, Chamberlain le propuso matrimonio a Mary, y la describió como "una de las mujeres más brillantes e inteligentes que he conocido hasta ahora". En noviembre de 1888, Chamberlain se casó con Mary en Washington. Mary se convirtió en una fiel defensora de sus ambiciones políticas.

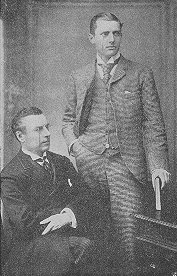
Joseph y Austen Chamberlain fotografiados en The Caledonian

A fin de mantener el apoyo de Chamberlain al gobierno, Salisbury decidió implementar una serie de reformas radicales que complacieran a Chamberlain. Entre 1888 y 1889, se establecieron administraciones locales en los condados de Inglaterra. En 1891, se adoptaron medidas para la provisión de minifundios y la extensión de la educación gratuita y obligatoria a todo el país. Chamberlain escribió que "en los últimos cinco años he visto más avances en la aplicación práctica de mi programa político que en toda mi vida anterior. Este resultado se lo debo completamente a mis antiguos oponentes, y toda la oposición ha venido de mis antiguos amigos."
Sin embargo, las acciones de Chamberlain y su apoyo al gobierno conservador tuvieron un alto coste entre sus antiguas bases, las clases burguesas industriales de Birmingham, que seguían apoyando mayoritariamente a Gladstone. Como ya no podía confiar en la Asociación Liberal de Birmingham, Chamberlain creó junto con sus leales seguidores la Asociación Unionista Liberal en 1888, asociada a la Unión Radical Nacional.

### Elecciones de 1892
En las elecciones generales de 1892, los unionistas liberales de Chamberlain obtuvieron buenos resultados en Birmingham, y avanzaron en las ciudades del vecino Black Country. A estas alturas, el hijo de Chamberlain, Austen, también había entrado en la Cámara de los Comunes sin oposición como representante del Este de Worcestershire. Sin embargo, los resultados nacionales mostraron los límites de la estrategia del Partido Unionista Liberal de Chamberlain: en una época de política de masas cada vez mejor organizada, el Partido Unionista Liberal obtuvo solo 47 escaños. Esto, añadido a la pérdida de escaños del Partido Conservador, supuso la victoria de los liberales de Gladstone, quien volvió al poder al tiempo que la posición política de Chamberlain se debilitaba. 
Gladstone formó gobierno en 1882, y se opuso a cualquier intento de pacto o compromiso con Chamberlain. Los unionistas liberales se dieron cuenta de que necesitaban una relación más estrecha con los conservadores. Cuando Hartington ocupó su escaño en la Cámara de los Lores como duque de Devonshire, Chamberlain asumió el liderazgo de los unionistas liberales en la Cámara de los Comunes, lo que resultó en una relación productiva con Balfour, whip de los conservadores en los Comunes.
Obligado a comprometerse con los nacionalistas irlandeses, Gladstone presentó el Proyecto de ley 1893 del Gobierno de Irlanda en febrero de 1893. Aunque el proyecto de ley fue aprobado por la Cámara de los Comunes, los Lores rechazaron el autogobierno de Irlanda por un gran margen. Con su partido dividido, Gladstone se preparó para disolver el Parlamento sobre la cuestión del veto de la Cámara de los Lores, pero recelosos de enfrentarse a unas nuevas elecciones en el plazo de un año, sus colegas obligaron a Gladstone a dimitir en marzo de 1894. Fue reemplazado por Archibald Primrose, quien prefirió dejar decaer el tema de la autonomía irlandesa y mantener a los liberales en el gobierno. 
A consecuencia de esto, Chamberlain prefirió mantener su alianza con los conservadores. A pesar de que el Partido Laborista Independiente tenía sólo un diputado, Keir Hardie, Chamberlain estaba preocupado por la amenaza del socialismo. Chamberlain advirtió sobre los peligros del socialismo en su obra inédita de 1895 "El juego de la política", caracterizando a sus defensores como instigadores del conflicto de clases. En respuesta al desafío socialista, buscó desviar la energía del socialismo hacia el unionismo, y continuó proponiendo reformas a los conservadores. En su Memorándum de un programa para la reforma social enviado a Salisbury en 1893, Chamberlain hizo una serie de propuestas políticas, incluidas las pensiones de vejez, la concesión de préstamos a la clase trabajadora para la compra de casas, una enmienda a las viviendas de los artesanos, fomentar mejoras en las calles, compensación por accidentes industriales, tarifas de tren más baratas para los trabajadores, controles fronterizos más estrictos, y jornadas laborales más cortas. Salisbury simpatizó con cautela con las propuestas.
El 21 de junio de 1895, el gobierno liberal de Primrose fue derrotado en una moción que criticaba al Secretario de Estado para la Guerra, Henry Campbell-Bannerman, por la escasez de cordita, y Salisbury pasó a formar un nuevo gobierno.

## Estadista

### Secretario de las Colonias

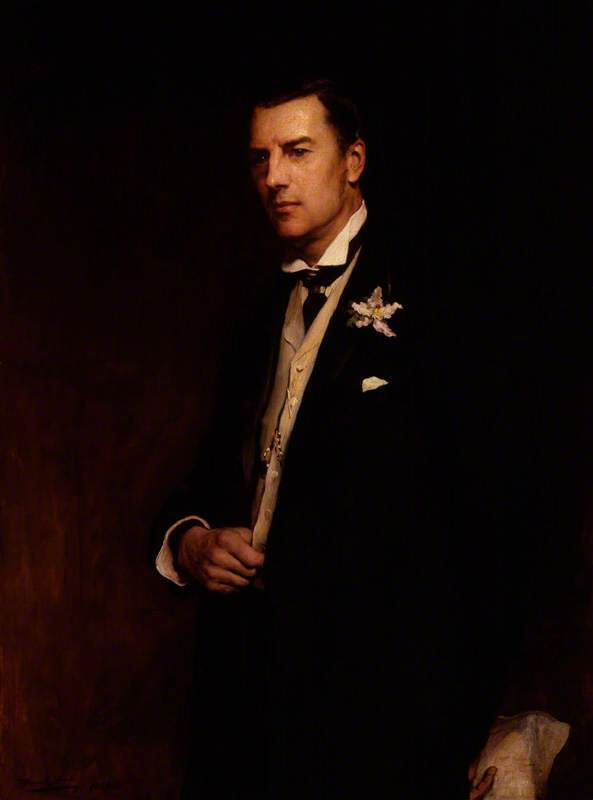
Joseph Chamberlain, Secretario Colonial.

Habiendo acordado un conjunto de políticas, los conservadores de Salisbury y los unionistas liberales de Chamberlain formaron un gobierno de coalición el 24 de junio de 1895. Salisbury ofreció cuatro puestos en el gabinete a los unionistas liberales. Devonshire se convirtió en Lord Presidente del Consejo, y Salisbury y Balfour ofrecieron a Chamberlain cualquier puesto en el Gabinete excepto el de ministro de Asuntos Exteriores, que Salisbury quería para sí mismo, o el Líder de la Cámara de los Comunes. Para su sorpresa, Chamberlain rechazó el Tesoro, no dispuesto a ser limitado por planes de gastos conservadores, y también rechazó el Ministerio del Interior. En su lugar, Chamberlain pidió encabezar la Oficina Colonial. 
Chamberlain se había visto forzado a ajustar su estrategia política después de que su partido perdiera un escaño en Leamington Spa: sólo accedió a entrar en el gobierno para tomar un papel ministerial secundario, y tuvo que relegar su programa de reforma social a un segundo plano. 
Para sorpresa de todos, utilizó la Oficina Colonial para convertirse en una de las figuras dominantes de la política británica de las próximas dos décadas y condicionar gran parte de la acción del gobierno de Salisbury, del que se convertiría en su cabeza más visible.
Chamberlain utilizó la Oficina Colonial para ganar reconocimiento internacional en un momento donde el imperialismo europeo estaba en rápida expansión. Quería expandir el Imperio británico en África, América y Asia, reorganizar el comercio y los recursos imperiales, y fomentar relaciones más estrechas entre Gran Bretaña y las colonias. Chamberlain pretendía reformar el Imperio y convertirlo como una federación de naciones anglosajonas; en esto contaba con el apoyo de los imperialistas conservadores.
El renovado interés de Chamberlain por el Imperio británico contrastaba con su pasado tibiamente antiimperialista. No obstante, ya en 1887 había declarado que "deberíamos pensar que nuestro patriotismo está deformado y atrofiado si no abarca a la Gran Bretaña de más allá de los mares". La gestión del Imperio colonial británico había sufrido ya varios intentos de reforma, todos intentando crear una federación imperial, un sistema más coherente de defensa imperial, y un sistema de tasas y aranceles más racional y favorable a los intereses del Reino Unido. Sin embargo, para 1895, cuando Chamberlain llegó a la Oficina Colonial, se habían hecho muy pocas reformas. Sin embargo, sus propias propuestas encontraron la resistencia de Canadá y otras colonias.
Chamberlain asumió formalmente el cargo de Secretario Colonial el 1 de julio de 1895. Tenía bajo su control numerosas colonias, a excepción de la India, supervisada por su propio ministerio, y de Canadá, que contaba con pleno autogobierno (a diferencia, irónicamente, de Irlanda). Pasó a defender firmemente la unidad imperial y promover proyectos de desarrollo. Convencido de que la acción del gobierno podía unir a los pueblos del Imperio, Chamberlain declaró con confianza que "creo que la raza británica es la más grande de las razas gobernantes que el mundo haya visto ... No es suficiente ocupar grandes espacios de la superficie del mundo a menos que pueda aprovecharlos al máximo. Es deber del propietario desarrollar su propiedad". En consecuencia, Chamberlain defendió invertir en infraestructuras en los trópicos de África, en las Indias Occidentales y otras posesiones subdesarrolladas en el Pacífico, una política que le valió el apodo de "Joseph Africanus" entre la prensa.
Jugó un papel decisivo en el reconocimiento de la necesidad de manejar las enfermedades tropicales desconocidas que asolaban a los pueblos sometidos a Gran Bretaña. En 1899, con el apoyo de Chamberlain, Patrick Manson fundó la segunda institución médica del mundo dedicada a la medicina tropical (la Escuela de Liverpool había sido establecida el año anterior): la Escuela de Higiene y Medicina Tropical de Londres. Esta Escuela estaba ubicada en el Hospital de Marineros del Albert Dock, que fue inaugurado en 1890 y más tarde se conocería como el Hospital de Enfermedades Tropicales.
Chamberlain no había abandonado su dedicación a las reformas sociales destinadas para ayudar al trabajador. Jugó un papel decisivo en la adaptación del modelo alemán de Bismarck para establecer un sistema de compensación por accidentes laborales. Su Ley de Compensación de los Trabajadores de 1897 fue un logro nacional clave para los unionistas liberales. No le costó nada al Tesoro, ya que la compensación la pagaba un seguro que los empresarios debían contratar. El sistema operó entre 1897 y 1946. Chamberlain también trató de diseñar un programa de pensiones de vejez, pero era demasiado costoso y se topó con la oposición conservadora. A fin de financiar las pensiones, propuso elevar los aranceles a las importaciones. Las pensiones de vejez también fueron opuestas por los cuáqueros, que ya financiaban su propio programa de pensiones para sus miembros.

### Sudáfrica y el escándalo por la Incursión de Jameson

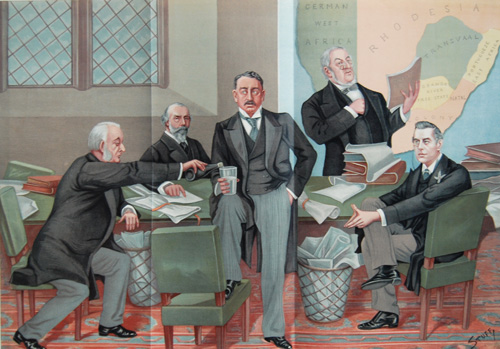
El Comité Sudafricano, caricatura publicada en Vanity Fair en noviembre de 1897 que muestra de izquierda a derecha, a Richard Webster (fiscal general del Reino Unido), Henry Du Pre Labouchere (presidente del comité parlamentario que absolvió a Chamberlain), Cecil Rhodes, William Harcourt (líder de la oposición), y a Joseph Chamberlain, organizando el reparto de Sudáfrica.

Cecil Rhodes, primer ministro de la Colonia del Cabo y director gerente de la Compañía Británica de Sudáfrica, estaba ansioso de extender el dominio británico a toda Sudáfrica, sobre todo a raíz del descubrimiento de nuevos yacimientos mineros en el Witwatersrand, por entonces bajo la soberanía de la república bóer de Transvaal. En 1895, decidió forzar la anexión de Transvaal alentando a los uitlanders (nombre con el que se conocía a los no-bóeres) de las repúblicas bóeres (Transvaal y el Estado Libre de Orange) a que resistieran la dominación afrikáner por medio de una rebelión minera. Rhodes esperaba que en caso de que los boéres reprimieran las acciones de los uitlanders, la intervención del ejército privado de su Compañía de Sudáfrica, reunido en la Franja de Pitsani, podría iniciar una rebelión uitlander y forzar el derrocamiento del gobierno bóer de Transvaal. La colusión entre Chamberlain y Rhodes era muy grande: en noviembre de 1895 la Franja de Pitsani, nominalmente parte del Protectorado de Bechuanalandia y bordeando el Transvaal, había sido cedida por la Oficina Colonial de Chamberlain a la Compañía Británica de Sudáfrica, oficialmente para proteger la línea de ferrocarril que atravesaba del territorio. De facto, sin embargo, la cesión se produjo a fin de facilitar la invasión de Transvaal. Rhodes había convencido a Chamberlain que la república de Transvaal colapsaría en el momento en que sus tropas mercenarias cruzaran la franja, y que antes de que ninguna potencia pudiera reaccionar podría ocupar todo el territorio de Transvaal, muy rico en minas de oro y diamantes. Esta estrategia era arriesgada: Alemania defendía a los boéres de Transvaal, y nadie deseaba un conflicto colonial a gran escala entre el Reino Unido y Alemania. Más si cabe, ni Rhodes ni Chamberlain tenían permiso para iniciar una contienda colonial en la zona. 

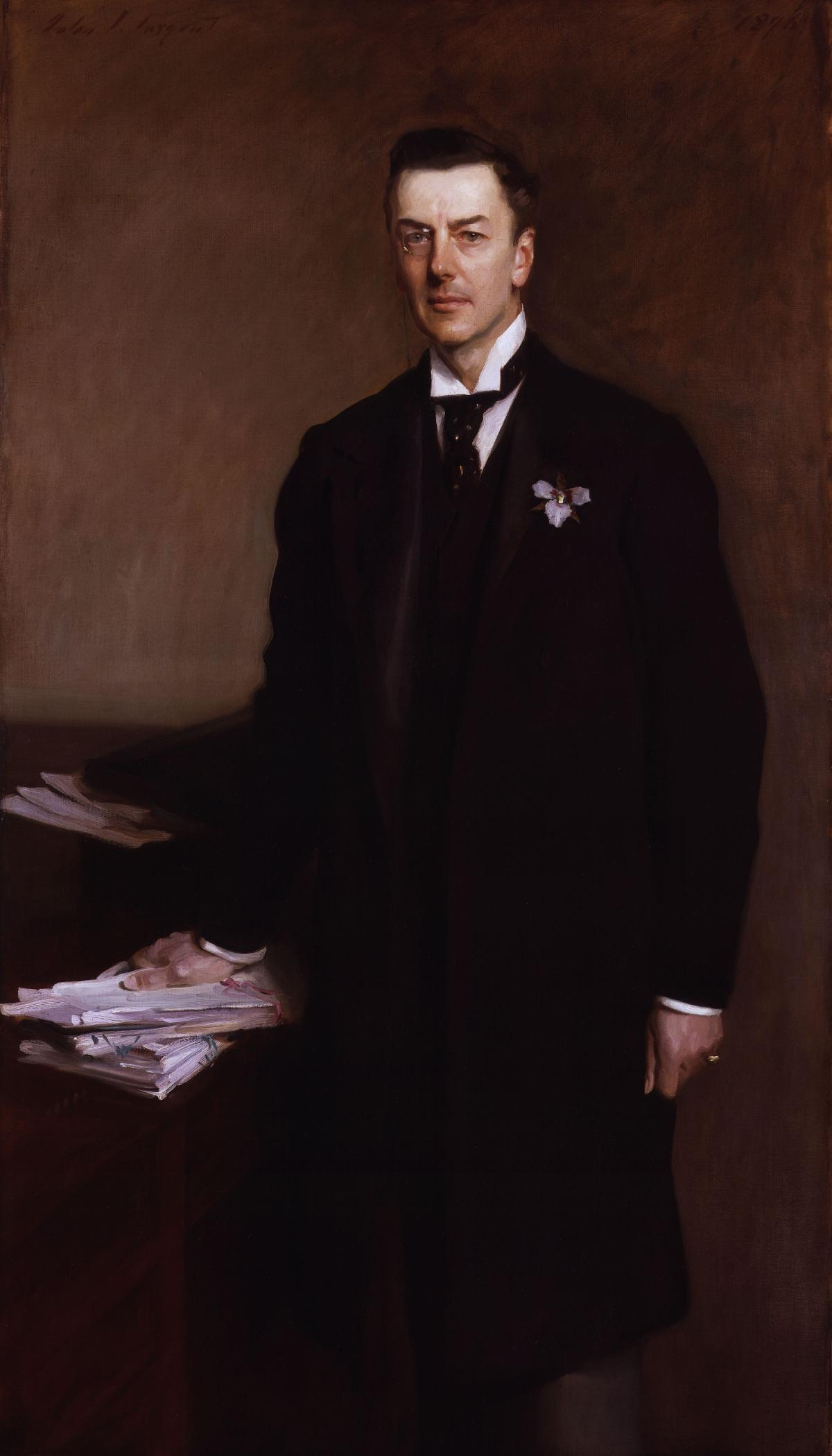
The Right Honorable Joseph Chamberlain, óleo sobre lienzo, 1896, John Singer Sargent.

Chamberlain informó a Salisbury el 26 de diciembre de 1895 de que esperaba una rebelión uitlander en Transvaal, pero no aclaró si se iniciaría una incursión de la Compañía Británica de Sudáfrica para defender a los rebeldes. El 29 de diciembre de 1895 dio comienzo, sin previo aviso, la llamada Incursión de Jameson, por medio de la cual 600 tropas irregulares de la Compañía Sudafricana de Rhodes, bajo el mando de Leander Jameson, invadieron Transvaal con la intención de provocar un levantamiento de los uitlander contra los bóeres. 
Ante las noticias de la incursión, el 31 de diciembre de 1895 el gobierno alemán, furioso con el Reino Unido, desplegó tropas en Pretoria para defender los intereses alemanes. Sin embargo, el esperado levantamiento uitlander no se produjo, y la incursión de Jameson fracasó estrepitosamente; las tropas de Jameson hubieron de rendirse a los bóeres. El 3 de enero de 1896 káiser Guillermo II envió un telegrama público a Paul Kruger, presidente de Transvaal, felicitándolo por su victoria frente a los británicos. 
El incidente había alcanzado una peligrosa dimensión internacional, y amenazaba con enfrentar directamente al Reino Unido con el Imperio alemán. Chamberlain, pasando las navidades en Highbury (Birmingham), recibió un telegrama secreto de la Oficina Colonial el 31 de diciembre informándole del comienzo de la incursión y de las acciones alemanas. Chamberlain, aunque simpatizando con los objetivos de Rhodes y Jameson, estaba incómodo con el momento elegido por ambos para atacar Transvaal, y comentó que "si esto tiene éxito, me arruinará. Voy a ir a Londres para aplastarlo".
A fin de evitar una escalada del conflicto, Chamberlain ordenó a Sir Hercules Robinson, gobernador general de la Colonia del Cabo, que repudiara las acciones de Leander Jameson y advirtió a Rhodes de que los estatutos de su Compañía estarían en peligro si se descubría que el primer ministro del Cabo estaba involucrado en la incursión. Tras unas negociaciones rápidas a principios de 1896, los prisioneros de guerra fueron devueltos a Londres para ser juzgados y el gobierno de Transvaal recibió una compensación considerable de la Compañía. Durante el juicio a Jameson, el abogado de Rhodes, Bourchier Hawksley, se negó a entregar al tribunal los telegramas que Rhodes y sus agentes en Londres habían intercambiado entre noviembre y diciembre de 1895. Según Hawksley, estos telegramas demostraban que la Oficina Colonial "influyó las acciones de los sudafricanos que se embarcaron en la incursión, e incluso que Chamberlain había transferido el control de la Franja de Pitsani para facilitar dicha invasión". De hecho, nueve días antes de la incursión, Chamberlain le había pedido a su subsecretario adjunto que alentara a Rhodes a "darse prisa" debido al deterioro de la situación en Venezuela, sumida en las consecuencias de la Revolución Legalista de 1892.
Ante este escándalo, se organizó un comité parlamentario dedicado a investigar las acciones de Chamberlain, de Cecil Rhodes y del gobierno durante la Incursión de Jameson. El comité persiguió la publicación de los telegramas, pero ni su presidente (Richard Webster) ni el líder de la oposición (William Harcourt) supieron presionar al gobierno para que hiciera públicos los telegramas. Mientras se desarrollaba la investigación, y ante el riesgo de que los telegramas fueran filtrados por el propio Rhodes a fin de absolverse a sí mismo, en junio de 1896 Chamberlain ofreció su dimisión a Salisbury, después de haber mostrado al primer ministro uno o más de los telegramas que lo implicaban en la planificación de la incursión. Salisbury se negó a aceptar su dimisión, posiblemente reacio a perder a la figura más popular de su gobierno. De hecho, salió públicamente en defensa de Chamberlain, respaldando la amenaza del Secretario Colonial de rescindir los estatutos de la Compañía de Rhodes si se revelaban los telegramas. En consecuencia, Rhodes se negó a hacerlos públicos, y como no se presentó ninguna prueba, el comité parlamentario nombrado para investigar la incursión de Jameson no tuvo más remedio que absolver a Chamberlain de toda responsabilidad en noviembre de 1896.

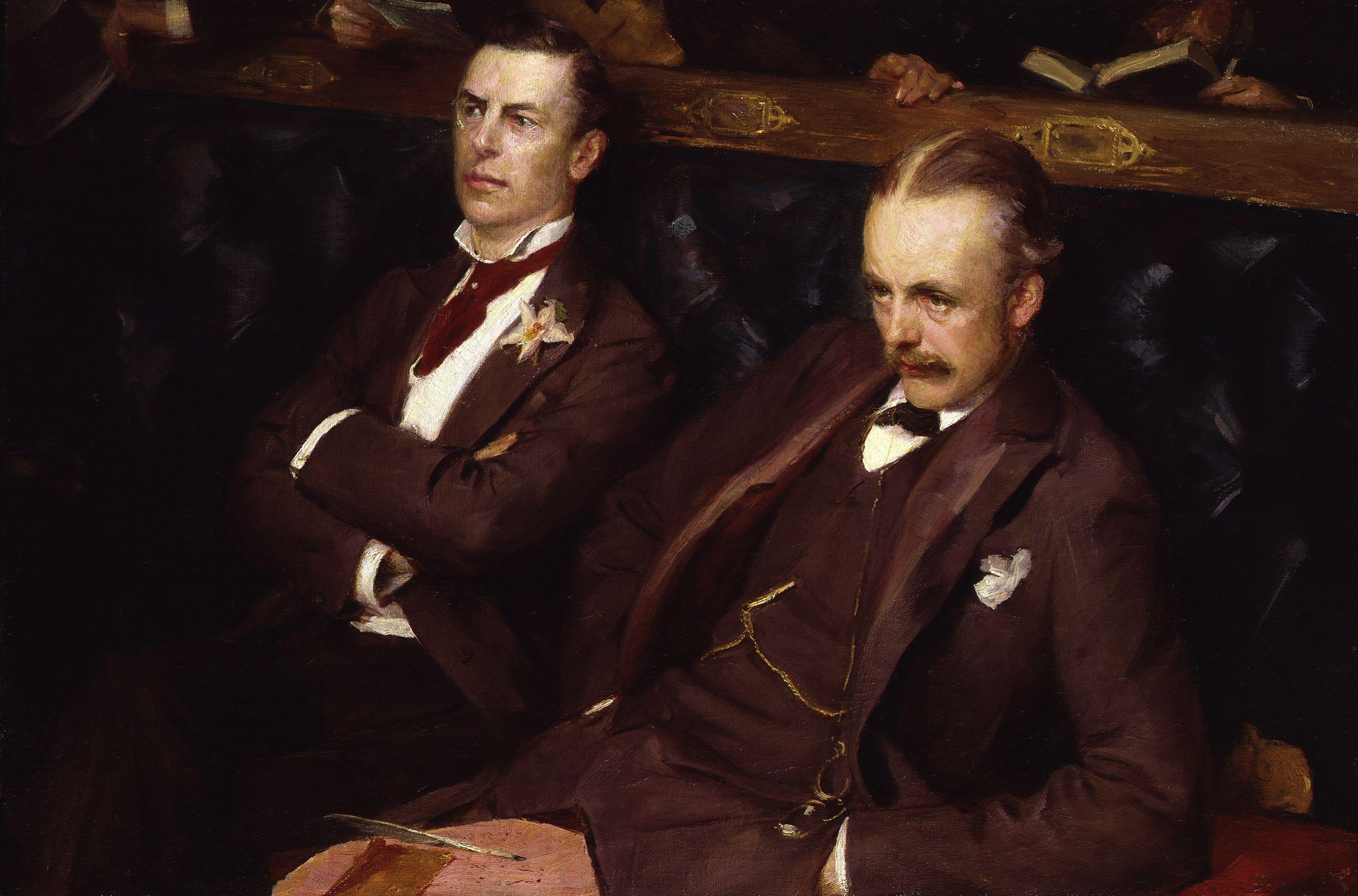
Joseph Chamberlain y Arthur Balfour, 1895.

### África occidental
Chamberlain creía que África Occidental tenía un gran potencial económico y compartía la desconfianza de Salisbury hacia los franceses, que eran el principal rival de Gran Bretaña en la región. Chamberlain sancionó la conquista de Ashanti en 1895, con el coronel Sir Francis Scott ocupando con éxito Kumasi y anexando el territorio a la Costa de Oro. Utilizando los fondos de emergencia de las colonias de Lagos, Sierra Leona y Costa de Oro, ordenó la construcción de un ferrocarril para el área recién conquistada.
La estrategia de la Oficina Colonial en África Occidental la puso en conflicto con la Real Compañía del Níger, presidida por Sir George Goldie, que poseía derechos nominales de propiedad sobre grandes extensiones del río Níger. Goldie sólo tenía interés en la zona como un activo económico, y había dejado el territorio abierto a la incursión de los franceses, que habían estado enviando pequeñas guarniciones a la zona con la intención de controlarla. Aunque Salisbury deseaba subordinar las necesidades de África Occidental al requisito de mantener la supremacía británica en el río Nilo, Chamberlain creía que valía la pena competir por cada territorio independientemente. En 1897, Chamberlain decidió intervenir en la zona al tener noticias de que los franceses se habían expandido de Dahomey a Bussa, una ciudad en la zona reclamada por Goldie. Un mayor crecimiento francés en la región habría aislado a Lagos del territorio del interior, limitando así su potencial para el crecimiento económico. Chamberlain, por lo tanto, argumentó que Gran Bretaña debería "incluso a costa de la guerra, mantener un territorio adecuado para la Costa de Oro, Lagos y los territorios de Níger".
Influenciado por Chamberlain, Salisbury instruyó a Sir Edmund Monson, embajador británico en París, a ser más asertivo en las negociaciones con los franceses en lo concerniente al reparto colonial de la cuenca del Níger. Tras un tira y afloja diplomático con los franceses, Chamberlain decidió forzar la situación organizando una expedición militar comandada por Frederick Lugard para ocupar las áreas reclamadas por Gran Bretaña, socavando así las pretensiones francesas en la región. En una arriesgada estrategia de "tablero de damas", las fuerzas de Lugard ocuparon territorios reclamados por los franceses para contrarrestar el establecimiento de guarniciones francesas en territorio británico. A veces, las tropas francesas y británicas estaban estacionadas a pocos metros unas de otras, lo que aumentaba el riesgo de guerra. Sin embargo, Chamberlain había supuesto, correctamente, que a los oficiales franceses en la región se les había ordenado actuar sin enfrentarse a los británicos. En marzo de 1898, los franceses propusieron resolver el problema: Bussa fue devuelto a Gran Bretaña y a cambio los franceses se limitaron a ocupar la ciudad de Bona. Chamberlain había impuesto con éxito el control británico sobre el Níger y los territorios interiores de Sokoto, y luego los unió para crear el territorio de la actual Nigeria.

### Sierra Leona
En 1896, Gran Bretaña extendió su dominio tierra adentro desde la colonia costera de Sierra Leona. Impuso un impuesto sobre las cabañas; las tribus Mende y Temne respondieron con la Guerra de Impuestos sobre las Cabañas de 1898. Chamberlain nombró a Sir David Chalmers como comisario especial para investigar la situación. Chalmers culpó al impuesto, pero Chamberlain no estuvo de acuerdo y dijo que los traficantes de esclavos africanos habían instigado la revuelta. Chamberlain utilizó la revuelta para promover su agresivo "imperialismo constructivo" en África Occidental.

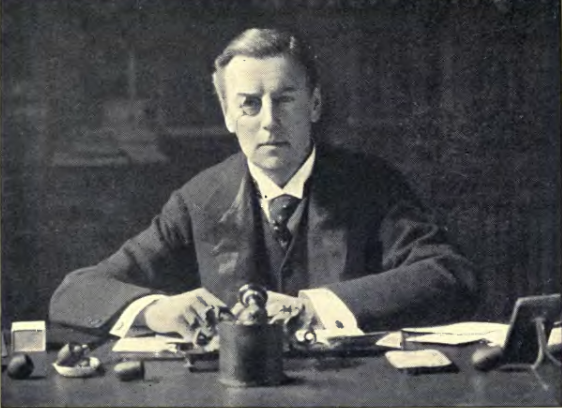
Joseph Chamberlain en su escritorio en la Oficina Colonial

### Negociaciones de la alianza anglo-alemana: primer intento
Para 1898, Chamberlain había llegado al convencimiento de que Francia era la gran rival del Reino Unido, y de que a fin de defender sus intereses coloniales el Imperio británico necesitaba aliados, llegando a la conclusión de que la potencia más factible era el Imperio alemán. Durante la siguiente década, Chamberlain presidió varios intentos de construir una alianza entre ambos países. 
El primer intento se produjo en 1898. El 29 de marzo de 1898, Hermann von Eckardstein, que había descrito a Chamberlain como "sin duda, la personalidad más enérgica y emprendedora del gobierno de Salisbury", organizó una reunión entre el Secretario Colonial y el embajador alemán en Londres, Paul von Hatzfeldt. La conversación fue estrictamente extraoficial, dedicada a asuntos coloniales y a discutir los intereses anglo-alemanes en China. Chamberlain sorprendió a Hatzfeldt al asegurarle que Gran Bretaña y Alemania tenían muchos intereses en común, que la ruptura de relaciones provocada por la Incursión de Jameson en Transvaal y el subsiguiente Telegrama de Kruger eran una anormalidad, y que ambos países deberían explorar la posibilidad de formar una alianza defensiva, estableciendo objetivos específicos con respecto a China. Acceder a esta propuesta era difícil para Hatzfeldt, porque el Reichstag estaba a punto de aprobar las Flottengesetze del almirante Alfred von Tirpitz, que calificaban a Gran Bretaña como una amenaza para Alemania. Además, el ministro de Asuntos Exteriores Alemán, Bernhard von Bülow, no creía que Gran Bretaña fuera un aliado fiable, porque cualquier futuro gobierno podía revertir la política diplomática de sus predecesores, y porque el Parlamento y la opinión pública a menudo planteaba dificultades sobre los compromisos de alianza británicos; el propio Salisbury tenía fama de romper sus compromisos diplomáticos en el momento en el que la situación cambiaba a su favor. Sobre todo en lo concerniente a China, por entonces a punto de sumirse en la rebelión de los Bóxers, Von Bülow prefería cooperar con Rusia que con Gran Bretaña.
Hatzfeldt recibió instrucciones de hacer parecer que un acuerdo pareciera probable sin prometer nada a Chamberlain. No hubo compromisos, y el 25 de abril Hatzfeldt pidió concesiones coloniales a Chamberlain como precursor a una mejora de las relaciones entre ambos países. Chamberlain rechazó la propuesta, poniendo así fin a las primeras conversaciones para una alianza anglo-alemana. Aunque a Salisbury no le sorprendió la actitud alemana, Chamberlain se sintió decepcionado y habló públicamente de la situación diplomática de Gran Bretaña en Birmingham el 13 de mayo, afirmando que: "No tenemos aliados. Me temo que no tenemos amistades;... estamos solos."

### Reparto de Samoa y la Alianza Anglo-Alemana: segundo intento
Un tratado de 1888 había establecido un protectorado tripartito anglo-estadounidense-alemán en Samoa, y cuando el rey Malietoa Laupepa murió en 1898, se produjo una contienda por la sucesión. El candidato alemán, Mataafa, era opuesto por los estadounidenses y los británicos, y comenzó una guerra civil. Salisbury rechazó una sugerencia alemana de pedirle a Estados Unidos que se retirase de Samoa. Mientras tanto, Chamberlain, resentido por el rechazo de su propuesta de alianza con Alemania, rechazó la sugerencia de que Gran Bretaña se retirara de Samoa a cambio de una compensación en otro territorio del Pacífico, y comentó con desdén a Eckardstein: "El año pasado le ofrecimos todo. Ahora es demasiado tarde". La opinión pública y oficial alemana estaba indignada con la actitud de Gran Bretaña, y Chamberlain trabajó duro para mejorar las relaciones anglo-alemanas facilitando una visita a Gran Bretaña del káiser Guillermo II. Salisbury estaba atendiendo a su esposa enferma, lo que permitió a Chamberlain asumir el control de la política británica en julio de 1899. En noviembre, se llegó a un acuerdo con los alemanes sobre Samoa por medio del que Gran Bretaña acordó retirarse a cambio de Tonga y las Islas Salomón y, sobre todo, a cambio de que los alemanes pusieran fin a sus reclamaciones territoriales en África Occidental.
El 21 de noviembre de 1899, en un banquete en St. George's Hall, en el Castillo de Windsor, Chamberlain reiteró su deseo de un acuerdo entre Gran Bretaña y Alemania ante Guillermo II. El káiser habló positivamente sobre las relaciones con Gran Bretaña, pero agregó que no quería agravar las relaciones con Rusia, e indicó que la estrategia tradicional de Salisbury de incumplir los compromisos en tiempo de paz hacía problemática cualquier acuerdo anglo-alemán. Chamberlain, en lugar de Salisbury, cuya esposa acababa de morir, visitó a von Bülow en el castillo de Windsor. Chamberlain argumentó que Gran Bretaña, Alemania y Estados Unidos deberían aliarse para controlar a Francia y Rusia, pero von Bülow pensaba que la ayuda británica sería de poca utilidad en caso de una guerra con Rusia. Von Bülow sugirió que Chamberlain debería hablar positivamente de Alemania en público. Chamberlain dedujo de la declaración de von Bülow que haría lo mismo en el Reichstag.
El día después de la partida del káiser y von Bülow, el 30 de noviembre, Chamberlain habló grandilocuentemente en Leicester de "una nueva Triple Alianza entre la raza teutónica y las dos grandes ramas transatlánticas de la raza anglosajona que se convertiría en una poderosa influencia en el futuro del mundo". Aunque el káiser elogió el discurso de Chamberlain, Friedrich von Holstein los tildó de ser un "error" y el Times atacó a Chamberlain por usar el término "alianza" sin inhibiciones. 
Los intentos de acercamiento de Chamberlain fracasaron. El 11 de diciembre de 1899, von Bülow pronunció un discurso en el Reichstag en apoyo del Segundo Proyecto de Ley de la Marina y no hizo ninguna referencia a un acuerdo con Gran Bretaña, que describió como una nación en declive celosa de Alemania. Chamberlain se sorprendió, pero el embajador von Hatzfeldt le aseguró que la motivación de von Bülow era defenderse ante la oposición en el Reichstag. Aunque Chamberlain estaba irritado por el comportamiento de von Bülow, todavía albergaba esperanzas de formar una alianza.

### Sudáfrica

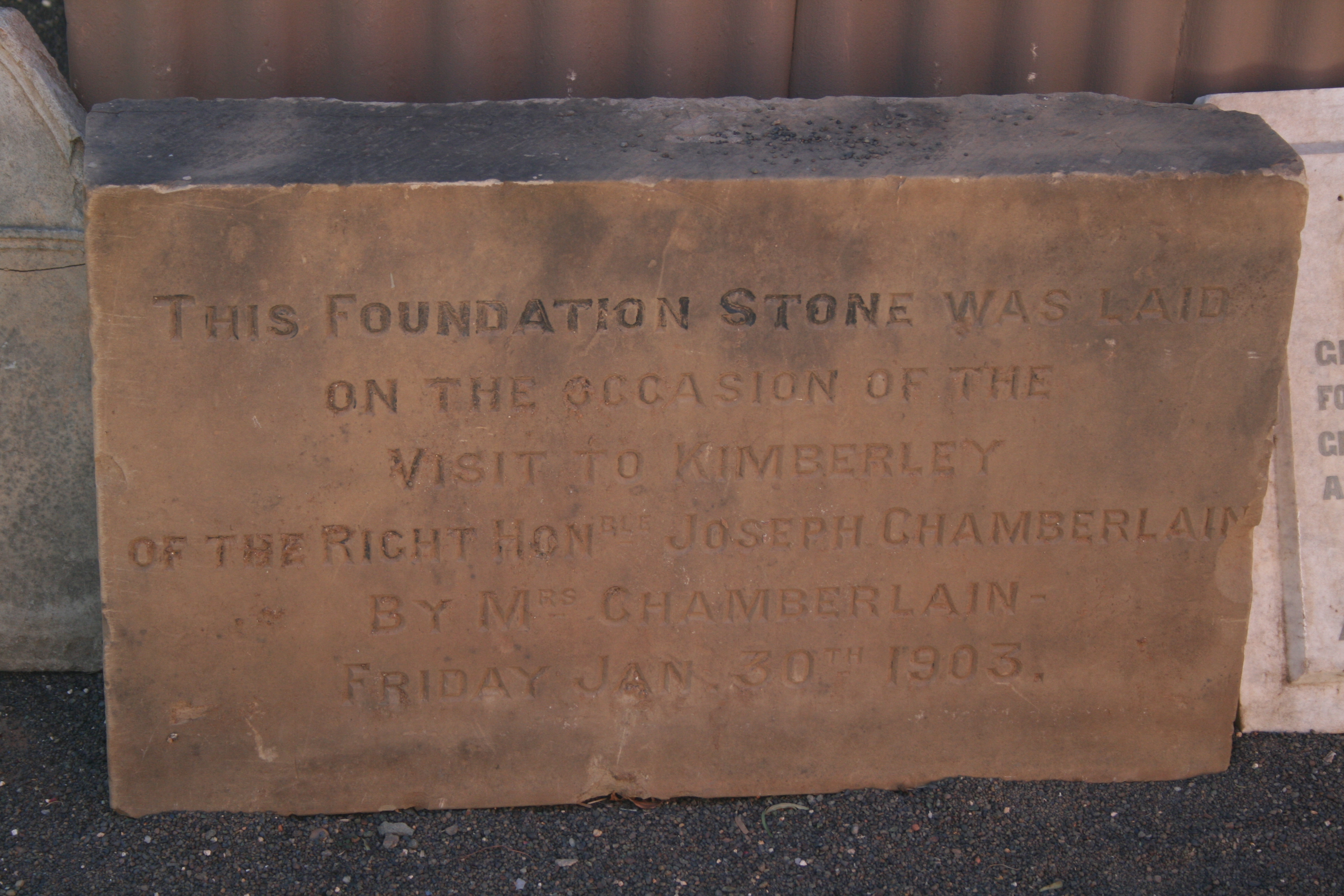
Una piedra angular colocada por la esposa de Chamberlain durante la gira de su esposo por Sudáfrica.

Chamberlain y el gobierno británico habían deseado durante mucho tiempo anexionar toda Sudáfrica bajo el control de la Corona británica, pero parecía que la creciente riqueza de la Transvaal de los bóeres impediría cualquier futura unión de África del Sur bajo el Imperio británico. Se rumoreaba a sí mismo que a raíz de la Incursión de Jameson, Alemania había garantizado en secreto la independencia de Transvaal y del Estado Libre de Orange. Pese a ello, Chamberlain persiguió abiertamente la dominación británica del Transvaal y del Estado Libre de Orange, respaldando los derechos civiles de los uitlanders privados de sus derechos por los bóeres. Gran Bretaña también ejerció una presión militar constante en la zona. En abril de 1897, Chamberlain pidió al consejo de ministros que aumentara la guarnición británica en Sudáfrica de tres a cuatro mil hombres; en consecuencia, la cantidad de fuerzas británicas en el área creció durante los dos años siguientes.

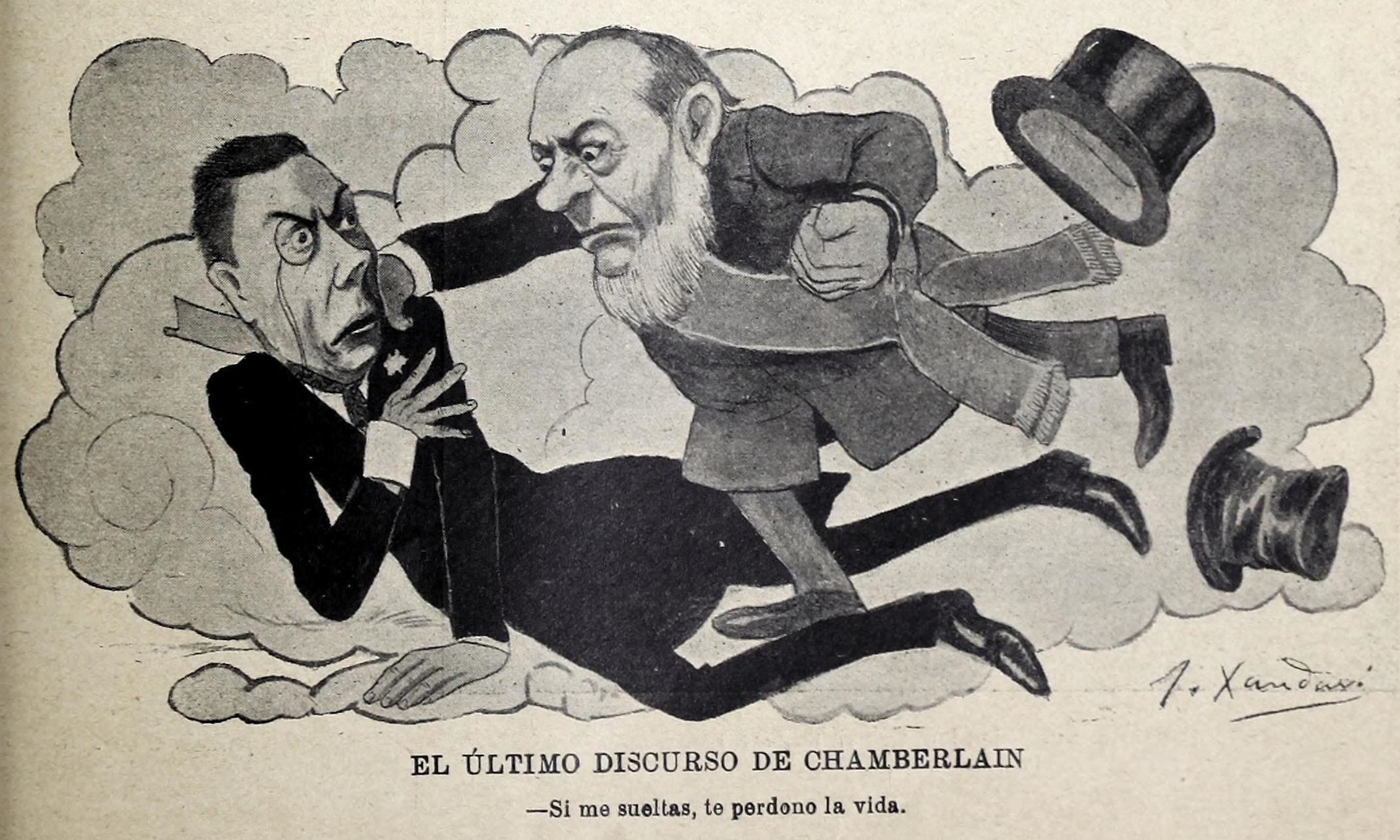
Caricatura política por Joaquín Xaudaró, revista Blanco y Negro, 9 de diciembre de 1899.

El gobierno nombró a Sir Alfred Milner Alto Comisionado y Gobernador General del Cabo en agosto de 1897 para atajar el tema de manera más decisiva. Al cabo de un año, Milner concluyó que la guerra con el Transvaal era inevitable, y se dedicó junto con Chamberlain a dar a conocer ante el pueblo británico la "opresión" que los uitlander sufrían bajo el dominio de los bóeres. Una reunión entre el presidente Kruger de la República de Transvaal y Milner en Bloemfontein en mayo de 1899 no resolvió el problema de uitlander: Milner consideró inadecuadas las concesiones de Kruger, y los bóeres abandonaron la conferencia convencidos de que los británicos estaban decididos a resolver el futuro de Sudáfrica por la fuerza. A estas alturas, la opinión pública británica estaba a favor una guerra en apoyo de los uitlander, lo que permitió a Chamberlain solicitar con éxito más tropas de refuerzo. A principios de octubre de 1899, cerca de 20.000 soldados británicos estaban desplegados en el Cabo y en Natal, con miles más en camino. El 12 de octubre de 1899, tras un ultimátum de Transvaal (9 de octubre) que exigía que las tropas británicas se retiraran de sus fronteras y que se devolviera cualquier fuerza destinada a Sudáfrica, Transvaal y el Estado Libre de Orange declararon la guerra al Reino Unido.

### Guerra de los bóeres: derrota temprana
Chamberlain fue el dirigente político a cargo de la guerras de los bóeres, mientras el primer ministro, Lord Salisbury, se limitaba a aprobar sus decisiones. La contienda bélica comenzó de forma poco esperanzadora para los británicos: al comienzo de la guerra, el ejército bóer superaba en número al británico en proporción 3:1. Conocedores del territorio, los boéres se desplegaron rápidamente y sitiaron las ciudades de Ladysmith, Mafeking y Kimberley. Para empeorar la situación, unos diez mil afrikáneres del Cabo se unieron a los bóeres. A mediados de diciembre de 1899, durante la 'Semana Negra', el ejército británico sufrió duros reveses en Stormberg, Magersfontein y Colenso. 
Chamberlain fue muy crítico en privado con el desempeño militar del ejército británico y estaba molesto con la actitud del Ministerio de Guerra. Cuando los bóer bombardearon la ciudad de Ladysmith con cañones de asedio, Chamberlain pidió el envío de artillería comparable al frente, pero para frustración de Chamberlain el Secretario de Estado para la Guerra, Lord Lansdowne rechazó la petición argumentando que tales piezas de artillería requerían plataformas que necesitaban un año para ser construidas, a pesar de que los bóeres operaban sus cañones "Long Tom" sin montajes elaborados. Ante tantos reveses y descoordinación, Chamberlain ofreció una serie de discursos destinados a tranquilizar al público, e hizo serios esfuerzos para fortalecer los lazos entre Gran Bretaña y las colonias autónomas del Imperio, enfatizando los lazos de hermandad que unían a estas colonias con la metrópolis, y sugiriendo que era en el interés de todo el Imperio británico que los bóeres fueran derrotados, pues si caía el Cabo, el resto del mundo entendería que el Imperio británico no podía defenderse. Gracias a sus esfuerzos diplomáticos consiguió atraer a más de 30.000 tropas de Canadá, Australia y Nueva Zelanda bajo el lema "Una bandera, una reina, una lengua". Los destacamentos de caballería colonial que reclutó Chamberlain ayudaron a suplir la falta de tropas de caballería en el ejército británico, lo cual se convirtió en vital en la lucha contra los temibles bóeres móviles, unidades montadas de tiradores que estaban causando estragos entre la infantería británica.
A fin de enfatizar la causa colonial, en 1900 Chamberlain promovió la aprobación en la Cámara de los Comunes de la Constitución de la Commonwealth de Australia, por medio de la que se creaba la Federación Australiana con amplio autogobierno. Chamberlain tenía la esperanza de que la federación recién establecida adoptara una actitud positiva hacia el comercio imperial y contribuyera a la lucha en la guerra de los bóeres. Con el deseo de reconciliar a las poblaciones británica y afrikáner del Cabo, Chamberlain se resistió al deseo de Milner de suspender la constitución de la colonia, un acto que habría dado poderes autocráticos a Milner. Chamberlain, como el principal defensor de la guerra en el seno del gobierno, fue denunciado por muchas personalidades prominentes, incluido David Lloyd George, un antiguo admirador del Secretario Colonial.
Cuando en enero de 1900 el gobierno se enfrentó a una moción de censura en la Cámara de los Comunes debida a la gestión de la guerra, Chamberlain dirigió la defensa del gobierno. El 5 de febrero, Chamberlain pronunció un discurso de más de una hora en los Comunes en el que defendía la guerra, abrazando las virtudes de la futura federación sudafricana que pretendía crear con la conquista de Transvaal y el Estado Libre, y promovió el imperio como una fuerza civilizadora. Ante la aprobación de la Cámara al discurso de Chamberlain, la moción de censura derrotada por 213 votos. 
El desarrollo de los acontecimientos bélicos dio un giro en enero de 1900 con el nombramiento de Lord Roberts como comandante de las fuerzas británicas en Sudáfrica. Bloemfontein fue ocupado el 13 de marzo, Johannesburgo el 31 de mayo y Pretoria el 5 de junio. Cuando Roberts anexionó formalmente el Transvaal el 3 de septiembre de 1900, el gobierno de Salisbury, envalentonado por la aparente victoria en Sudáfrica, pidió la disolución del Parlamento, con una elección fijada para octubre.

## Cénit de su carrera

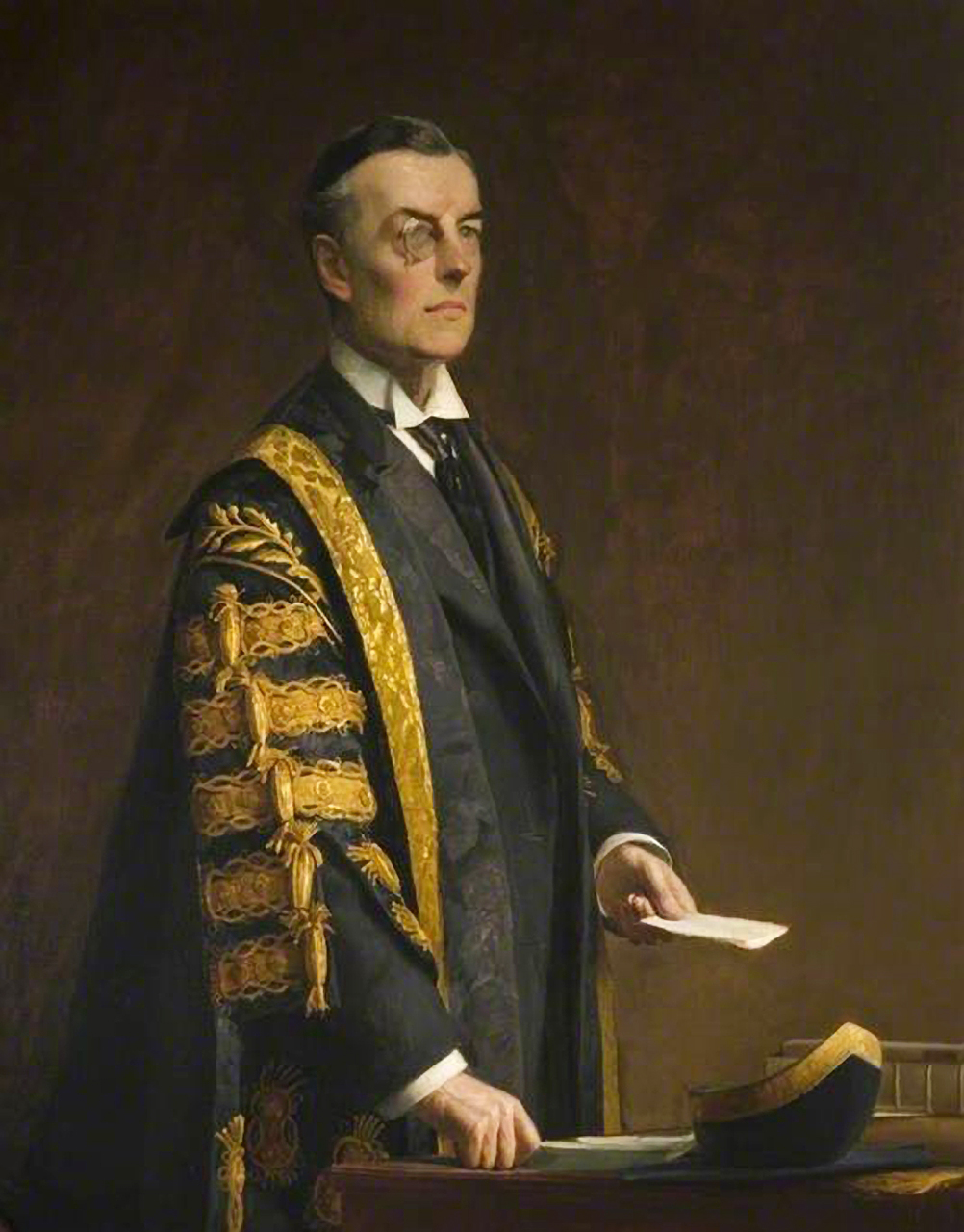
Retrato de Joe Chamberlain, 1900.

### Las eleccionescaquide 1900
Las elecciones generales de 1900 se celebraron al albor de las recientes victorias sobre los bóeres. Con Salisbury enfermo, Chamberlain dominó la campaña electoral. Salisbury no participó en la campaña, y Balfour hizo pocas apariciones públicas, lo que provocó que algunos se refirieran a estas elecciones como "Las elecciones de Joe". Fomentando un cierto culto a la personalidad, Chamberlain comenzó a referirse a sí mismo en tercera persona como 'el Secretario Colonial', y se aseguró de que la Guerra de los Bóer fuera el único tema la campaña, argumentando que una victoria de la oposición liberal resultaría en una derrota en Sudáfrica. El predominio del tema bélico sobre cualquier otro hizo que las elecciones fueran conocidas como las elecciones "caqui", en referencia al color de los uniformes británicos.
La campaña electoral fue controvertida. Chamberlain y su entorno promovieron la frase "Cada escaño perdido para el gobierno es un escaño vendido a los bóers", y sus unionistas liberales desarrollaron una campaña personalizada contra los críticos liberales de la guerra; algunos carteles electorales incluso mostraban a diputados liberales alabando al presidente Kruger de la república de Transvaal mientras lo ayudaban a arrastrar por el suelo a la Union Jack. 
Chamberlain no hizo ascos a tales tácticas, llegando a declarar que "hemos llegado prácticamente al final de la guerra ... ahora no hay nada más que una guerrilla, que es alentada por estos... iba a decir estos 'traidores', pero diré en cambio estos 'individuos descarriados'". Algunos liberales también recurrieron a prácticas de campaña agresivas, con Lloyd George en particular acusando a la familia Chamberlain de especulación con la contienda. Se hicieron referencias a Kynochs, una empresa de fabricación de cordita dirigida por el hermano de Chamberlain, Arthur, así como a Hoskins & Co., de la cual Austen Chamberlain era accionista. Muchos liberales rechazaron las afirmaciones de Lloyd George, y Chamberlain las rechazó como indignas de respuesta, aunque las acusaciones le preocupaban más de lo que estaba dispuesto a hacer evidente en público.
Winston Churchill, de 26 años, famoso por su fuga de un campo de prisioneros de guerra bóer y su periodismo para el "Morning Post", se presentó con éxito como candidato conservador en Oldham, donde Chamberlain pronunció un discurso a su favor. Con posterioridad, Churchill recordaría que:
Observé a mi invitado de honor con mucha atención. Le encantaba el rugido de la multitud, y, como mi padre, siempre podía decir "nunca he temido a la democracia española". La sangre cubría su mejilla, y sus ojos, cuando vieron los míos, brillaron de puro placer.
Churchill escribió más tarde que 'Mr. Chamberlain fue incomparablemente la figura más viva, chispeante, insurgente y compulsiva en los asuntos británicos.'
Chamberlain usó su popularidad y la causa del imperialismo en las elecciones con un efecto devastador, y con los liberales divididos sobre el tema de la guerra, los unionistas obtuvieron una mayoría de 219 escaños en la Cámara de los Comunes. La mayoría no fue tan amplia como Chamberlain había esperado, pero suficientemente satisfactoria como para permitirle perseguir su visión del imperio y fortalecer su posición en la alianza unionista.

### Negociaciones de la alianza anglo-alemana: tercer intento
A instancias de Balfour y de la propia reina Victoria, a la vuelta de las elecciones de 1900 Salisbury, por entonces ya enfermo, dejó el Ministerio de Asuntos Exteriores el 23 de octubre de 1900, aunque permaneció como primer ministro. Lansdowne fue nombrado su sustituto en el ministerio, y la importancia de Chamberlain en el gobierno creció aún más. Chamberlain aprovechó la falta de experiencia de Lansdowne para tomar la iniciativa en los asuntos exteriores británicos e intentar, una vez más, formar una alianza con Alemania.
El 16 de enero de 1901, Chamberlain y Devonshire le hicieron saber a Eckardstein que todavía planeaban hacer que Gran Bretaña formara parte de la Triple Alianza. En Berlín, esta noticia fue recibida con cierta satisfacción, aunque Bernhard von Bülow recibió la noticia con cautela, creyendo que Alemania podía permitirse esperar. El káiser, que había acudido al Reino Unido para visitar a su abuela moribunda, la reina Victoria, envió un telegrama desde Londres a Berlín instando a una respuesta positiva, pero von Bülow deseaba retrasar las negociaciones hasta que Gran Bretaña fuera más vulnerable, especialmente con la guerra en curso en Sudáfrica. El 18 de marzo, Eckardstein le pidió a Chamberlain que reanudara las negociaciones de la alianza, y aunque el Secretario Colonial reafirmó su apoyo, no estaba dispuesto a comprometerse, recordando la reprimenda de von Bülow en 1899. En esta ocasión, Chamberlain tuvo un papel menor, y fue a Lansdowne a quien Eckardstein trasladó la propuesta de von Bülow. Von Bülow ofrecía al Reino Unido una alianza defensiva anglo-alemana de cinco años, que había de ser ratificada por el Parlamento y el Reichstag. Lansdowne respondió a la propuesta de forma evasiva, con lo que von Hatzfeldt tomó un control más firme de las negociaciones y presentó una invitación para que Gran Bretaña se uniera a la Triple Alianza en la que Gran Bretaña estaría comprometida con la defensa de Austria-Hungría. Salisbury decidió no entrar en una alianza como socio menor.
El 25 de octubre de 1901, Chamberlain defendió las tácticas del ejército británico en Sudáfrica frente las críticas de la prensa europea, argumentando que la conducta de los soldados británicos era mucho más respetable que las de las tropas alemanas en la guerra franco-prusiana, una declaración dirigida a Alemania. La prensa alemana estaba indignada, y cuando von Bülow exigió una disculpa, Chamberlain se negó a disculparse. Con esta disputa pública, Chamberlain puso fin a las esperanzas de una alianza anglo-alemana. Ante las críticas de von Bülow y de los periódicos alemanes, la popularidad de Chamberlain en Gran Bretaña se disparó, y el Times comentó que 'Mr. Chamberlain ... es en este momento el hombre más popular y de mayor confianza de Inglaterra'.
Con Chamberlain todavía tratando de poner fin al aislamiento internacional de Gran Bretaña y las negociaciones con Alemania terminadas, un acuerdo con Francia era atractivo. Chamberlain había comenzado negociaciones para resolver las diferencias coloniales con el embajador francés, Paul Cambon, en marzo de 1901, aunque ni Lansdowne ni Cambon habían progresado tan rápido como a Chamberlain le hubiera gustado. En febrero de 1902, en un banquete en Marlborough House celebrado por el Rey Eduardo VII, Chamberlain y Cambon reanudaron sus negociaciones, con Eckardstein supuestamente escuchando su conversación y solo logrando comprender las palabras "Marruecos" y "Egipto". Chamberlain contribuyó así a hacer posible el Entente Cordial anglo-francé que se produciría en 1904.

### Campos de concentración y victoria en la guerra de los bóeres

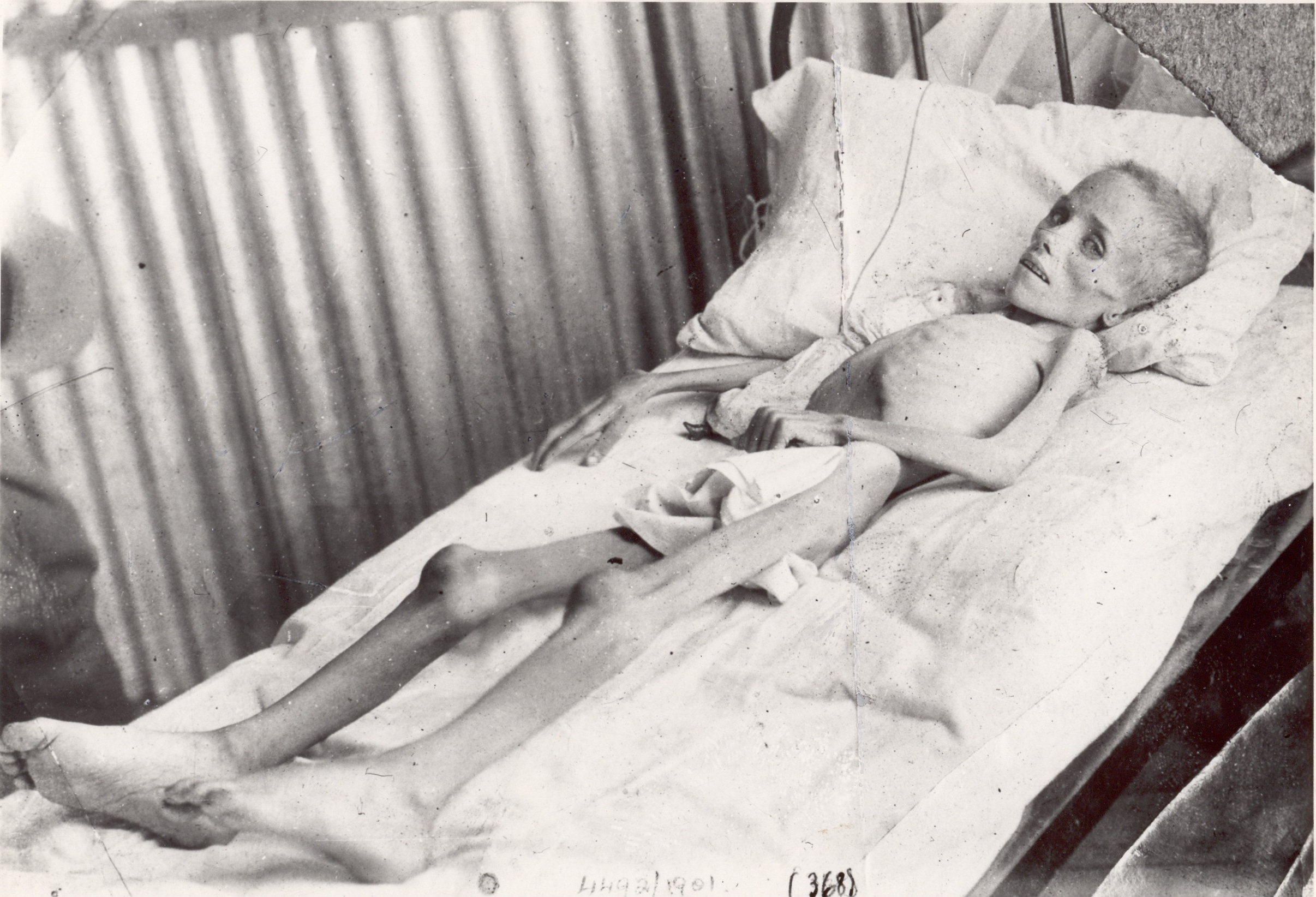
Lizzie van Zyl, bóer muerta en el campo de concentración inglés de Bloemfontein.

La ocupación del Transvaal y del Estado Libre de Orange en 1900 no sometió a los bóer, que libraron una guerra de guerrillas a lo largo de 1901 hasta el final de la contienda en mayo de 1902. Esta guerra de guerrillas desgastó el entusiasmo británico por la guerra. Chamberlain quedó atrapado entre los unionistas, que exigían una política militar más eficaz y muchos liberales que denunciaban la guerra. Públicamente, Chamberlain insistía en la separación entra la autoridad civil y militar, insistiendo en que la guerra había que dejarla en manos de los generales.
Durante la guerra de los boéres, los británicos habían sido pioneros en el uso de campos de concentración para confinar prisioneros de guerra, tanto civiles como militares. Con el beneplácito de Chamberlain, y a fin de ejercer presión sobre las guerrillas bóeres, el ejército británico usó los campos indiscriminadamente para concentrar a muchos de los civiles de los territorios ocupados. Esta situación se vio agravada por las tácticas destructivas que el ejército británico empleaba en el territorio bóer, que hizo colapsar la producción de alimentos en la región. En efecto, el ejército británico arrasó muchas de las propiedades bóeres, y decidió privarlos de sus medios de subsistencia como mecanismo de limpieza étnica, adoptando entre otras medidas drásticas la confiscación de ganado, el envenenamiento de pozos y canales de riego, y la quema de cosechas y granjas. A consecuencia de estas políticas de ocupación, los británicos causaron una gran crisis humanitaria en la Sudáfrica bóer.
Las condiciones en los campos eran durísimas, con pocos alimentos, condiciones insalubres, torturas y fusilamientos. Unos 116 572 hombres, mujeres y niños bóeres fueron desplazados a campos de concentración, además de unos 120 000 africanos negros. Debido a las duras condiciones de los campos, aproximadamente el 25 % de los bóeres (27 927, de los cuales 22 074 eran niños menores de 16 años) y el 12 % de los africanos (14 155, aunque algunos lo elevan hasta los 20 000) presos murieron. 
Cuando activistas opuestos a la guerra y la prensa británica revelaron la existencia de estos campos de concentración en 1901, estalló un gran escándalo público. La fotografía de la niña bóer Lizzie van Zyl, visiblemente malnutrida y enferma de tifus conmovió a la opinión pública y puso a Chamberlain en una posición incómoda. Chamberlain mintió al Times al afirmar que se trataba de un caso de maltrato infantil y que se había procesado a la madre; por el contrario, la activista británica Emily Hobhouse lo puso en evidencia al revelar que la fotografía había sido tomada dos meses después de que Lizzie hubiese llegado al campo de concentración a principios de 1901.
Ante la magnitud del escándalo, Chamberlain se vio obligado a intervenir para garantizar el tratamiento adecuado de los prisioneros. Aunque se negó a criticar públicamente a los militares, ordenó al gobernador general Milner que hiciera todo cuanto estuviera en su mano para hacer que los campos fueran lo más habitables posible, y exigió a Milner que garantizara las provisiones médicas para los mismos. Chamberlain también estipuló que los campamentos insalubres debían ser evacuados. Para la 1902, la tasa de mortalidad en los campos de concentración se había reducido a la mitad y pronto disminuiría por debajo de la tasa de mortalidad habitual en las zonas rurales de Sudáfrica. 
A pesar de la preocupación del Canciller de Hacienda, Sir Michael Hicks Beach, ante los crecientes costos de la guerra, Chamberlain mantuvo su insistencia en obligar a los bóeres a rendirse incondicionalmente. En esto recibió el apoyo del primer ministro Salisbury, que creía que una paz concertada sería inaceptable. Mientras que Horatio Kitchener, al mando de las fuerzas británicas en Sudáfrica, estaba ansioso por hacer las paces con los bóeres, Milner se contentó con esperar hasta que los bóeres buscaran términos de paz ellos mismos. En abril de 1902, los bóer se rindieron incondicionalmente, y ante la insistencia de Chamberlain, aceptaron la pérdida de la independencia del Transvaal y del Estado Libre de Orange, que fueron anexionados por el Imperio británico y posteriormente pasarían a formar parte de la federación sudafricana. Sin embargo, los bóeres insistieron en que se concediera amnistía a los rebeldes afrikáneres del Cabo, y que Gran Bretaña pagara las deudas de guerra de las dos repúblicas bóer.
Chamberlain anuló las objeciones de Milner de aceptar la propuesta, argumentando que los gastos financieros de continuar la contienda justificaban el coste de aliviar las deudas de las repúblicas bóeres a cambio de la paz. 
El Tratado de Vereeniging (31 de mayo de 1902) puso fin a la Guerra de los bóeres. El conflicto no había sido tan decisivo como Chamberlain esperaba, ya que los británicos habían desplegado cerca de 450.000 soldados y habían gastado cerca de 200 millones de libras en la contienda. Sin embargo, el fin de la guerra y la anexión del territorio bóer al Imperio B¿británico presentó lo que Chamberlain vio como una oportunidad para remodelar el sistema imperial británico.

### Dimisión de Salisbury
El final de la Guerra de los Bóeres permitió que Salisbury, con su salud en declive, finalmente se retirara. El primer ministro quería que Arthur Balfour, su sobrino y por entonces ministro de Asuntos Exteriores, lo sucediera. Sin embargo, los seguidores de Chamberlain creían que el Secretario Colonial, artífice de la victoria electoral de 1900, tenía más derecho a sucederlo como primer ministro. Chamberlain era la figura más popular en el gobierno, y Leo Maxse, editando la "National Review", argumentó enérgicamente que Chamberlain debería ser nombrado primer ministro cuando Salisbury se jubilara. El propio Chamberlain estaba menos preocupado y le aseguró al secretario privado de Balfour en febrero de 1902 que "tengo mi propio trabajo que hacer y ... estaré muy dispuesto a servir bajo Balfour". El 7 de julio de 1902, Chamberlain sufrió una lesión en la cabeza en un accidente de tráfico. Chamberlain recibió tres puntos de sutura y los médicos le dijeron que dejara de trabajar de inmediato y permaneciera en cama durante dos semanas.
El 11 de julio de 1902, Salisbury acudió al Palacio de Buckingham y, sin notificar a sus colegas del gabinete, puso su cargo a disposición del Rey, aconsejando al recientemente ascendido Eduardo VII a que invitara a Balfour a formar un nuevo gobierno ese mismo día. Antes de aceptar, Balfour visitó a Chamberlain, quien le aseguró estar dispuesto a seguir siendo Secretario Colonial. A pesar de sus habilidades organizativas y de su inmensa popularidad, muchos conservadores todavía desconfiaban del radicalismo de Chamberlain, y Chamberlain era consciente de las dificultades a las que tendría que enfrentarse en caso de liderar el gobierno de coalición como cabeza del socio minoritario, los unionistas liberales. Más si cabe, Balfour y Chamberlain eran conscientes de que la supervivencia del gobierno unionista de coalición dependía de que fueran capaces de trabajar juntos y mantener con vida su alianza política.

### Ley de Educación de 1902
Una de las primeras grandes medidas legislativas del nuevo gobierno de Balfour fue el proyecto de ley de educación de 1902. Este proyecto de ley tenía la intención de promover eficiencia nacional, una causa con la que Chamberlain siempre se había identificado. Sin embargo, el proyecto de ley proponía abolir las 2.568 juntas escolares establecidas bajo William E. Forster en 1870. Estas juntas escolares eran organismos muy populares entre los inconformistas y los radicales, por cuanto permitían gestionar los asuntos educativos de manera local y sin interferencias. El nuevo proyecto de ley proponía reemplazarlas con autoridades educativas locales más profesionalizadas, que administrarían un sistema centrado en escuelas primarias, secundarias y técnicas. El proyecto de ley pretendía financiar con dinero público procedente de estas autoridades locales a las escuelas de la Iglesia de Inglaterra. Chamberlain era consciente de que las propuestas del proyecto de ley alejarían del gobierno a inconformistas, radicales y muchos unionistas liberales, pero no podía oponerse a él, ya que debía su puesto de secretario colonial al apoyo de los conservadores. En respuesta a la advertencia de Chamberlain de que el proyecto de ley alienaría a los votantes inconformistas anglicanos, y a su sugerencia de que las escuelas de la Iglesia Anglicana recibieran fondos del gobierno central en lugar de fondos local, Robert Laurie Morant objetó que la Guerra de los bóeres había agotado el Tesoro.
Chamberlain trató de detener el temido éxodo de votantes inconformistas asegurándose una concesión importante: las autoridades locales tendrían la potestad de elegir como adjudicar las subvenciones locales para las escuelas de la Iglesia. Ante el riesgo de perder el voto en el Parlamento, Chamberlain hubo de renunciar a esta concesión durante el proceso de aprobación de la ley en el Parlamento en diciembre de 1902. Chamberlain dijo, con cierto fatalismo, que "considero que la causa unionista está perdida en las próximas elecciones, y ciertamente perderemos a la mayoría de los unionistas liberales de una vez por todas". 
A fin de revivir su fortuna política, Chamberlain empezó a planear una reforma arancelaria como un tema que podría revitalizar el apoyo de sus bases políticas.

### Gira por Sudáfrica
Chamberlain visitó Sudáfrica entre el 26 de diciembre de 1902 y el 25 de febrero de 1903, en un intento de promover la conciliación anglo-afrikáner y enfatizar la contribución colonial del Imperio británico. También quería conocer de primera mano a las gentes de la Sudáfrica recién unificada, incluidos aquellos que habían sido enemigos durante la reciente Guerra de los Bóeres. En Natal, Chamberlain recibió una entusiasta bienvenida. En Transvaal se reunió con los líderes bóer que intentaban sin éxito alterar los términos de paz alcanzados en Vereeniging. La recepción dada a Chamberlain en la colonia del río Orange fue sorprendentemente amistosa, aunque estuvo involucrado en una discusión de dos horas con el General Hertzog, quien acusó al gobierno británico de violar tres artículos del Tratado de Vereeniging.
Durante su visita, Chamberlain se convenció de que los territorios bóer requerían un período de gobierno directo por parte de la Corona británica antes de que se les pudiera conceder el autogobierno dentro del Imperio. En el Cabo, Chamberlain fue recibido de forma mucho más amistosa por el Afrikaner Bond (el partido afrikáner en la colonia del Cabo) que por muchos miembros del Partido Progresista anglófono, ahora bajo el liderazgo de Jameson, quien se refería a Chamberlain como "el insensato diablo de Birmingham". Chamberlain persuadió con éxito al primer ministro, John Gordon Sprigg, para que celebrara elecciones lo antes posible, un acto positivo considerando la naturaleza hostil del Parlamento del Cabo al gobierno británico desde 1899. Durante la gira, Chamberlain y su esposa visitaron 29 ciudades, y pronunció 64 discursos y recibió 84 delegaciones.

### Sionismo y el "programa de Uganda"

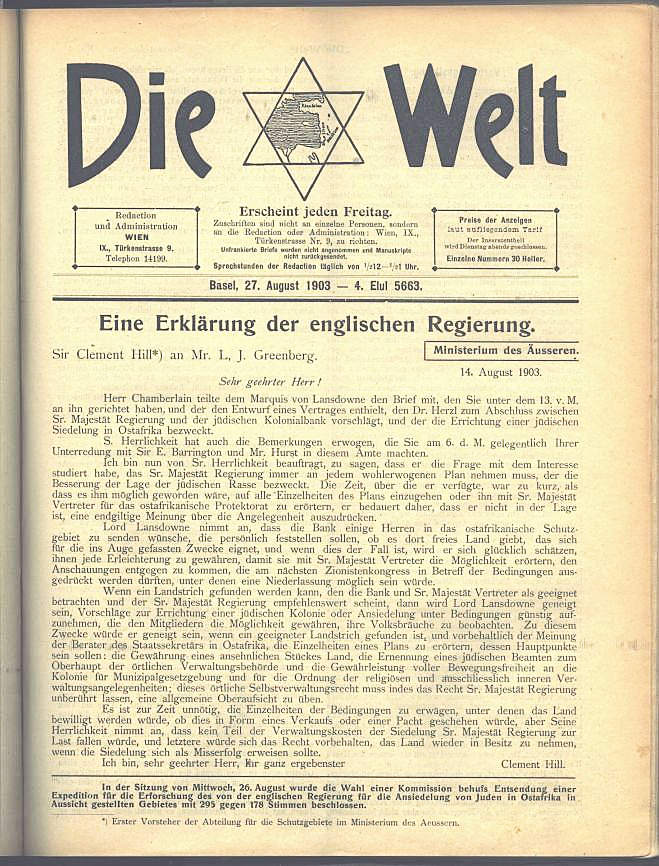
Portada del Die Welt (periódico sionista de Herzl) reportando el apoyo de Lord Cromer al programa de Uganda.

El 12 de octubre de 1902, Chamberlain conoció por mediación del escritor Israel Zangwill a Theodor Herzl, padre del sionismo. El pogromo de Kishinev acababa de producirse, y durante la conversación Chamberlain expresó su simpatía por la causa sionista y la conveniencia de proporcionar un territorio al pueblo judío. Chamberlain se mostró dispuesto a considerar el plan de asentamiento de Herzl cerca de El Arish y en la península del Sinaí, pero su apoyo estaba condicionado a que el plan fuera aprobado por las autoridades de El Cairo. Cuando se hizo evidente que estos esfuerzos iban a fracasar, el 24 de abril de 1903 Chamberlain ofreció a Herzl un territorio en África Oriental. Aunque el territorio ofrecido por Chamberlain estaba en Kenia, la propuesta fue conocida como el Programa para la Uganda Británica. La Organización Sionista, después de algunas deliberaciones, rechazó la propuesta, al igual que los colonos británicos en África Oriental. Sin embargo, la propuesta de Chamberlain fue un gran avance para los sionistas: Gran Bretaña se había comprometido diplomáticamente a encontrar un territorio apropiado para la autonomía judía bajo la soberanía británica.

### Reforma arancelaria: cisma en el seno del partido conservador y liberal unionista
Chamberlain nunca había sido un partidario acérrimo del libre comercio, al menos no como un objetivo en sí mismo. En el pasado lo había defendido como un vehículo para facilitar el estrechamiento de los lazos entre los distintos territorios del Imperio británico y, simultáneamente, resolver los problemas económicos y políticos internos de Gran Bretaña. Chamberlain había fusionado el nacionalismo político y económico para llegar a una fórmula que favorecía el comercio interno imperial por medio de aranceles preferenciales con las naciones que conformaba el Imperio británico.
A fin de avanzar con su concepción del Imperio, Chamberlain deseaba promover una federación imperial de naciones formada sobre el modelo de Otto von Bismarck para Alemania. Esto debía permitir que Gran Bretaña mantuviera su papel global en medio del creciente desafío económico de Estados Unidos y Alemania. Quería crear un sistema de comercio preferencial entre las distintas partes del Imperio, que sería defendido con tarifas arancelarias recíprocamente bajas, y elevados aranceles sobre las importaciones extranjeras. Chamberlain creía que los aranceles externos serviría para financiar el sistema de pensiones de vejez y otras mejoras sociales. 
Estas ideas habían sido articuladas de forma poco sistemática previo a 1903. Pero para 1903, Chamberlain las abrazó con renovado entusiasmo a fin de revivir su fortuna política entre los inconformistas y unionistas de las West Midlands, lo cual a su vez esperaba mejoraría su posición dentro del gobierno. El gran problema del programa de Chamberlain es que iba en directa oposición a la doctrina de libre comercio que había dominado la economía británica desde la derogación de las leyes de los cereales en 1846.

La idea de una reforma arancelaria era previa a 1903. Por ejemplo, en abril de 1902, Chamberlain cenó con los Hughligans, una pequeña camarilla parlamentaria que incluía a Lord Hugh Cecil y Winston Churchill entre sus miembros. Churchill recordaría que
Cuando [Chamberlain] se levantó para irse, se detuvo en la puerta y, volviéndose, dijo con mucha deliberación: "Ustedes, jóvenes caballeros, me han entretenido magníficamente y, a cambio, les voy a confiar un gran secreto: ¡Los aranceles! Son la política del futuro, y del futuro cercano. Estúdienlos de cerca y conviértanse en un maestro de ellos, y no se arrepentirán de su hospitalidad conmigo."
En el mismo mes, el Canciller de Hacienda, Hicks Beach, impuso un pequeño arancel a los cereales importado para recaudar ingresos para la guerra de los bóeres. Chamberlain quería utilizar esto como un comienzo para la reforma del comercio de Gran Bretaña, y se sintió alentado por un informe presentado en junio por el presidente de la Junta de Comercio, Gerald Balfour, el hermano menor del primer ministro, recomendando acuerdos arancelarios recíprocos con las colonias. En julio de 1902, la Conferencia Colonial convocada en Londres rechazó la sugerencia de Chamberlain de que se estableciera un Consejo Imperial, pero sí aprobó una resolución respaldando el sistema preferencial de aranceles propugnado por Chamberlain. Este sistema pasó a ser conocido como la "Preferencia Imperial". Chamberlain creía que sus propuestas estaban ganando popularidad y llevó el asunto al consejo de ministros antes de embarcarse en su gira por Sudáfrica en diciembre de 1902. El nuevo Canciller de Hacienda, Charles Thomson Ritchie, se opuso enérgicamente a cualquier plan de "Preferencia Imperial", pero aunque dio a conocer sus opiniones, el gobierno Balfour era en general favorable a la propuesta de Chamberlain cuando fue considerada el 21 de octubre.
En noviembre de 1902, el gobierno acordó, a instancias de Chamberlain, remitir el arancel a los cereales a favor de las colonias autónomas en el próximo presupuesto. Pensando que había obtenido el apoyo del gobierno, Chamberlain se fue a Sudáfrica, mientras Ritchie conspiraba para revertir la decisión. En marzo de 1903, antes del regreso de Chamberlain, Ritchie le pidió a Balfour que programara una reunión del consejo de ministros para presentar los presupuestos del estado. Balfour se negó y advirtió a Chamberlain, utilizando a Austen como intermediario, de la continua oposición de Ritchie. Chamberlain llegó a Southampton el 14 de marzo, dispuesto a enfrentarse a Ritchie y decidió presionar para que el arancel a los cereales se mantuviera en el presupuesto.
Chamberlain se sorprendió al descubrir el 17 de marzo de 1902 que la mayoría del gobierno estaba de acuerdo con Ritchie y que el Canciller de Hacienda había de facto revocado la decisión tomada el noviembre anterior. Balfour decidió no tomar partido, pero no se opuso a Ritchie por temor a perder a su ministro de Hacienda en vísperas de la presentación del presupuesto. Chamberlain aceptó que no había tiempo suficiente para debatir el asunto en el consejo de ministros antes del presupuesto y permitió que Ritchie se saliera con la suya. Para compensar, el Canciller de Hacienda presentó un Tratado de Libre Comercio el 23 de abril, durante el cual Chamberlain guardó silencio. Aunque Chamberlain se había sorprendido por el cambio de opinión del gobierno, se preparó para contratacar. El 15 de mayo, en medio de su base de poder en Birmingham, antes de empezar su discurso Chamberlain comentó al organizador principal del evento:  "Puedes quemar tus folletos. Vamos a hablar de otra cosa". Lamentó la desaparición de los aranceles a los cereales ante sus seguidores e insistió en que la grandeza del Imperio británico solo podía preservarse introduciendo el sistema de Preferencia Imperial, que esperaba dominaría las próximas elecciones generales. Su discurso improvisado sorprendió a Balfour y al gobierno, ya que el primer ministro acababa de insistir públicamente en que aún no era el momento de implementar la política de Preferencia Imperial. Además, el 28 de mayo, Chamberlain reiteró su desafío a la ortodoxia del libre comercio en la Cámara de los Comunes, en medio de vítores de muchos unionistas. Balfour esperaba calmar la situación dedicando el verano a la cuestión y manifestó públicamente su apoyo a ninguna de las dos políticas, lo que le valió muchas críticas del opositor Partido Liberal.
Balfour logró evitar un debate serio sobre el tema mientras la Junta de Comercio compilaba estadísticas sobre el tema. Una reunión de gabinete convocada el 13 de agosto no logró llegar a un acuerdo y la decisión final se pospuso hasta el 14 de septiembre. Balfour esperaba que Chamberlain moderara su apoyo a la reforma arancelaria para satisfacer a la mayoría del gobierno, y particularmente al otro prominente unionista liberal, el duque de Devonshire. De hecho, el primer ministro estaba contento con la perspectiva de expulsar del gobierno a los defensores acérrimos del libre comercio, y preparó un memorando que contenía una serie de opiniones económicas radicales y reformistas. 
A fin de forzar la situación, el 9 de septiembre de 1902 Chamberlain envió una carta de dimisión a Balfour, explicando su deseo de hacer campaña públicamente a favor del sistema de Preferencia Imperial fuera del gobierno. Una hora antes de la reunión del gabinete del 14 de septiembre, Chamberlain y Balfour acordaron que Chamberlain dimitiría e intentaría reunir el apoyo público para el sistema de preferencia imperial si no se podía persuadir al gabinete de adoptar la nueva política. Balfour acordó nombrar a Austen Chamberlain al puesto de Canciller de Hacienda, para que pudiera hablar en nombre de su padre dentro del consejo de ministros. Si la campaña tenía éxito, Balfour podría respaldar la Preferencia Imperial en las próximas elecciones generales.
Cuando la reunión del gabinete no aprobó sus propuestas arancelarias, Chamberlain anunció su dimisión, pero Balfour no informó en la reunión sobre la carta de renuncia de Chamberlain, sino que dijo a muchos miembros del gobierno que dudaba que Chamberlain estuviera amenazando en serio con la dimisión. Aprovechando la dimisión de Chamberlain, el primer ministro exigió la dimisión de Ritchie y Alexander Hugh Bruce por haber presentado memorandos defendiendo el libre comercio y acusándolos de forzar la ruptura del gobierno. Al día siguiente, Lord George Hamilton dimitió, y al día siguiente, el 16 de septiembre, Balfour anunció las dimisiones de Ritchie, Hamilton y Chamberlain. Los ministros favorables al libre comercio estaban consternados porque la carta de renuncia de Chamberlain se había mantenido en secreto, y el duque de Devonshire, que también había dimitido, anuló su decisión. Pero cuando Balfour explicó su política fiscal el 1 de octubre, Devonshire volvió a presentar su dimisión. Las renuncias de Chamberlain, Ritchie y Devonshire dejaron al gobierno gravemente debilitado.

### Reforma arancelaria: la última cruzada de Chamberlain

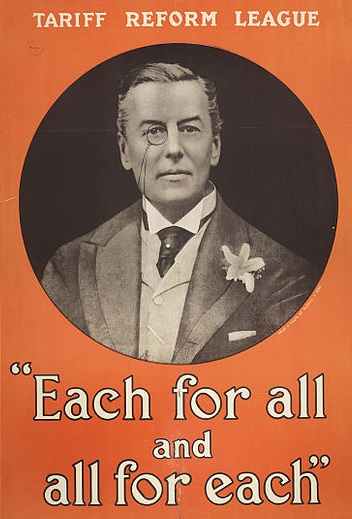
Póster de la Liga de Reformas Arancelarias.

Chamberlain afirmó su autoridad sobre los unionistas liberales poco después de la partida de Devonshire. La Unión Nacional de Asociaciones Conservadoras y Unionistas también declaró un apoyo mayoritario a la reforma arancelaria, lo que significó el fin de su apoyo al libre comercio. Con el firme apoyo del sindicalismo provincial y la mayoría de la prensa, Chamberlain se dirigió a grandes multitudes y ensalzó las virtudes del Imperio y la Preferencia Imperial, haciendo campaña con el lema "Aranceles: La reforma significa trabajo para todos". El 6 de octubre de 1903, Chamberlain inició la campaña con un discurso en Glasgow. La recién formada Liga de la Reforma Arancelaria recibió una gran cantidad de fondos, lo que le permitió imprimir y distribuir una gran cantidad de folletos e incluso reproducir los mensajes grabados de Chamberlain en reuniones públicas por gramófono. El propio Chamberlain habló en Greenock, Newcastle, Liverpool y Leeds durante el primer mes de la campaña. Chamberlain explicó en Greenock cómo el libre comercio amenazaba a la industria británica, declarando que "el azúcar se fue, la seda se fue, el hierro está amenazado, la lana está amenazada, el algodón desaparecerá. ¿Cuánto tiempo lo van a aguantar? En este momento estas industrias. ..son como ovejas en un campo."
En Liverpool, el 27 de octubre, Chamberlain fue escoltado a la sede de la Asociación de Trabajadores Conservadores por la policía montada en medio de grandes vítores. Con la intención de obtener el apoyo de la clase trabajadora, Chamberlain aseguró a su audiencia que la reforma arancelaria aseguraba un bajo nivel de desempleo. Cuando el Daily News, que apoyaba a los liberales, utilizó los precios oficiales de importación para demostrar que una barra de pan bajo la reforma arancelaria sería más pequeña que una barra de pan de libre comercio, Chamberlain hizo que se hornearan dos barras de pan en base al precio del cereal con libre comercio y con los aranceles que defendía. El 4 de noviembre de 1903 Chamberlain habló en Bingley Hall, Birmingham, exhibió los panes y los levantó en alto: "No es un asunto en el que quepa ninguna duda, pero ¿cuál es el más grande?" preguntó a la audiencia entusiasta.
Mientras el Partido Liberal había superado sus divisiones y se unía en defensa del Libre Comercio, la división dentro de las filas unionistas se hizo cada vez más evidente. Balfour había apoyado un proteccionismo cauteloso poco después de la dimisión de Chamberlain, pero no estaba dispuesto a ir más lejos ni a anunciar elecciones generales anticipadas, ya que los resultados de las elecciones parciales eran totalmente desfavorables para los unionistas. Mientras Chamberlain recorría el país, el Canciller de Hacienda en la sombra, el liberal H. H. Asquith, lo acechaba predicando las virtudes del libre comercio en los mismos lugares en los que Chamberlain había aparecido unas noches antes. 
La intensa campaña por la reforma arancelaria obtuvo un breve respiro cuando la salud de Chamberlain comenzó a fallar. Sufriendo de gota y neuralgia, Chamberlain se tomó unas vacaciones de dos meses en febrero de 1904. Chamberlain decidió que los unionistas probablemente perderían las elecciones generales y criticó a Balfour por retrasar lo inevitable. De hecho, Chamberlain ahora esperaba que Balfour fracasara en la promoción de su cautelosa doctrina fiscal, probablemente con la intención de al final llevar a los unionistas a formar un partido puramente proteccionista después de la esperada derrota en las elecciones generales. Le escribió a su hijo Neville que "los libre-cambistas son nuestros enemigos mutuos. Debemos expulsarlos del partido y hacerlos desaparecer."
A finales de 1904, las numerosas ramas de la Liga de Reforma Arancelaria desafiaron a la Unión Nacional Conservadora. Chamberlain también intentó asegurar la representación de la Liga de Reforma Arancelaria dentro del Partido Conservador. Balfour mantuvo su programa de aranceles en represalia, e intentó minimizar las diferencias obvias entre Chamberlain y él mismo. Públicamente, Chamberlain afirmó que la postura de Balfour fue la precursora de una política más completa de Preferencia Imperial. 
Chamberlain continuó haciendo campaña a favor de la reforma arancelaria con celo y energía pese a su cada vez más visible envejecimiento. La reconciliación entre conservadores y unionistas parecía inminente cuando Balfour acordó unas elecciones generales después de la Conferencia Colonial de 1906, en la que se discutiría la reforma arancelaria. Sin embargo, amenazado por la oposición, Balfour rescindió el acuerdo y exigió unidad al partido. Chamberlain ignoró esto e intensificó su campaña en noviembre de 1905, lo que resultó directamente en la dimisión de Balfour el 4 de diciembre.

### Elecciones generales de 1906
Con los unionistas divididos y fuera del favor de muchos de sus antiguos partidarios, el Partido Liberal ganó las elecciones generales del Reino Unido de 1906 con una victoria aplastante, con los conservadores reducidos a solo 157 escaños en la Cámara de los Comunes. El propio Balfour perdió su escaño en Mánchester, pero Chamberlain y sus seguidores aumentaron sus mayorías en Birmingham. Chamberlain incluso se convirtió en líder de la oposición en ausencia de Balfour. Con aproximadamente 102 de los diputados unionistas restantes que apoyaban a Chamberlain, parecía que podría convertirse en líder de los conservadores, o al menos obtener una gran concesión a favor de la reforma arancelaria. Chamberlain pidió una reunión del Partido, y Balfour, ahora reelegido a los Comunes por medio de una elección parcial, acordó el 14 de febrero de 1906 en las 'cartas de Valentine' admitir que
La reforma fiscal es, y debe seguir siendo, el trabajo constructivo del Partido Conservador y Unionista. Que el objeto de tales reformas es asegurar condiciones de competencia más equitativas para el comercio británico y una unión comercial más estrecha dentro de las colonias.
Aunque en la oposición, parecía que Chamberlain había asociado con éxito a los unionistas con la causa de la reforma arancelaria, y que Balfour se vería obligado a acceder a las futuras demandas de Chamberlain. En todo caso, las corrientes favorables al libre comercio dentro del partido conservador siguieron oponiéndose a Chamberlain y su propuesta arancelaria" Chamberlain había conseguido escindir al Partido Conservador en dos, igual que antaño dividiera al Partido Liberal.

## Declive

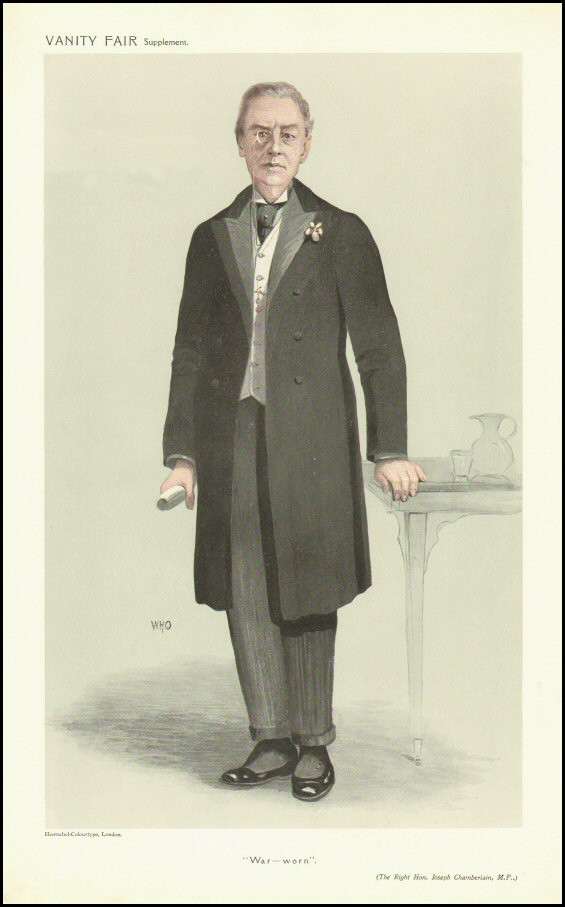
Un Chamberlain envejecido caricaturizado por "OMS" para 'Vanity Fair' en 1908. Aunque su familia intentó ocultar su discapacidad, Chamberlain apenas era capaz de mantenerse de pie sin ayuda en ese momento y ya no era un miembro activo de la Cámara de los Comunes.

El 8 de julio de 1906, Chamberlain celebró su septuagésimo cumpleaños en Birmingham, y la ciudad al completo organizó durante varios días numerosos festejos públicos incluyendo almuerzos oficiales, discursos, desfiles, bandas. Decenas de miles de personas se agolparon en la ciudad cuando Chamberlain pronunció un apasionado discurso el 10 de julio, promoviendo las virtudes del radicalismo y del imperialismo. 
Chamberlain sufrió un colapso el 13 de julio mientras se vestía para cenar en el baño de su casa de Prince's Gardens. Su esposa Mary encontró la puerta cerrada y gritó, recibiendo la débil respuesta "No puedo salir". Al regresar con ayuda, lo encontró exhausto en el suelo, habiendo girado la manija desde el interior: había sufrido un derrame cerebral que le paralizó el costado derecho.
Después de un mes totalmente incapacitado, Chamberlain pudo comenzar a dar un pequeño número de pasos y decidió intentar superar sus discapacidades. Aunque no estaba afectado mentalmente, su vista se había deteriorado, obligándolo a usar anteojos en lugar de su característico monóculo. Su capacidad para leer había disminuido, lo que obligó a Mary a leerle periódicos y cartas. Perdió la capacidad de escribir con la mano derecha y su habla se alteró notablemente, con el colega de Chamberlain, William Hewins, señalando que “Su voz ha perdido todo su antiguo tono. ... Habla muy despacio y articula con evidente dificultad".
Aunque había perdido toda esperanza de recuperar su salud y volver a la política activa, Chamberlain siguió con interés la carrera de su hijo Austen y alentó el movimiento de reforma arancelaria. Se opuso a las propuestas liberales para eliminar el veto de la Cámara de los Lores y dio su bendición a los unionistas para que luchen por oponerse a la autonomía de Irlanda. En las dos elecciones generales de 1910 se le permitió ser elegido sin oposición en su distrito electoral del Oeste de Birmingham. En enero de 1914, Chamberlain decidió no volver a presentarse. El 2 de julio, seis días antes de cumplir 78 años, sufrió un infarto y, rodeado de su familia, murió en brazos de su esposa.

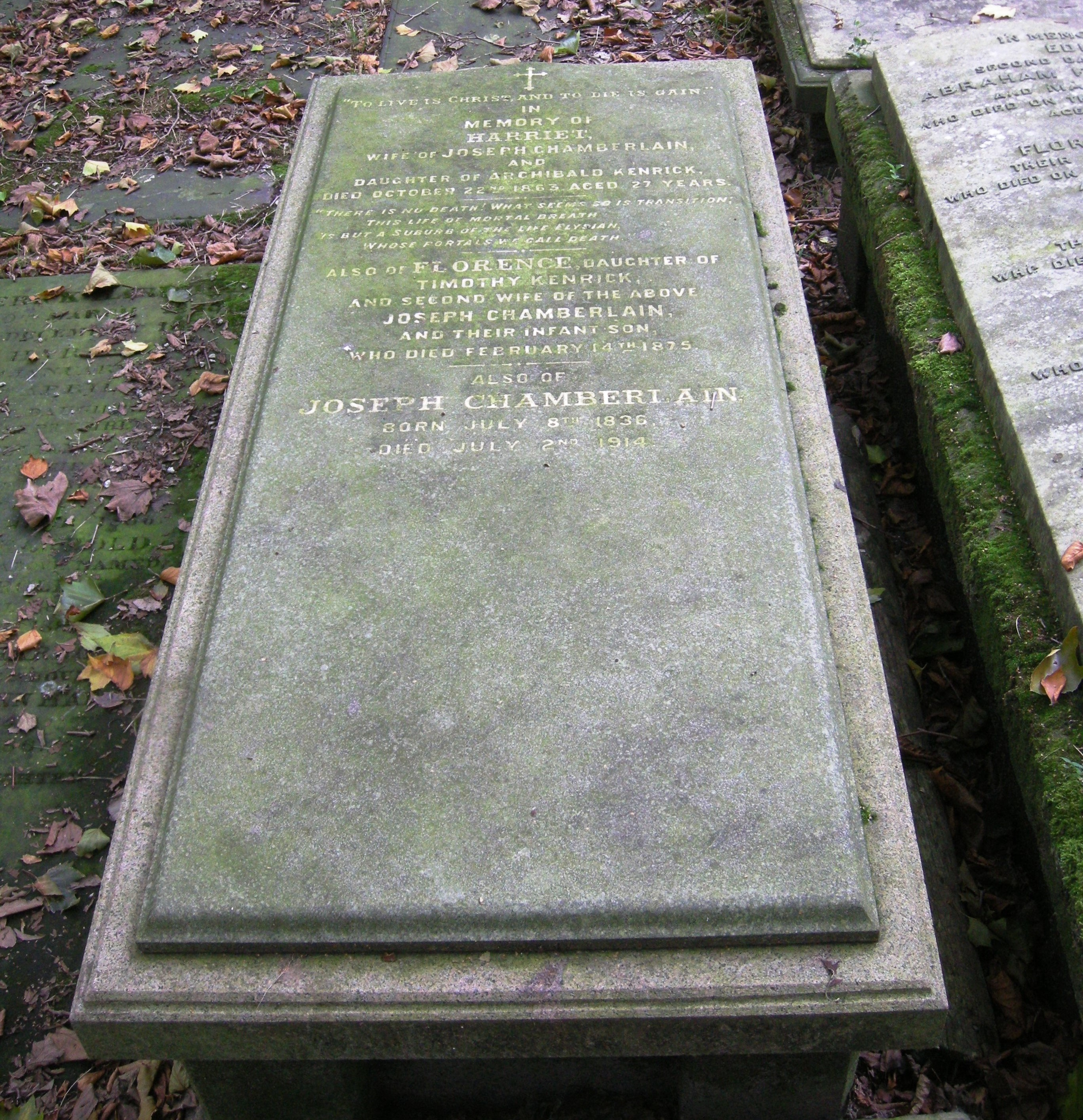
Tumba de Joseph Chamberlain y sus dos primeras esposas, Harriet (m. 1863) y Florence (m. 1875), en Key Hill Cemetery, Hockley, Birmingham

Ante las noticias de su muerte, llegaron telegramas de condolencia de todo el mundo, con el primer ministro H. H. Asquith, adversario de Chamberlain una década antes, encabezando los homenajes en la Cámara de los Comunes, declarando que:
en esa personalidad llamativa, vívida, magistral, resuelta, tenaz, no había contornos borrosos o nebulosos, no había fibras relajadas, no había estados de ánimo de duda y vacilación, no había pausas de letargo o miedo.
La familia rechazó una oferta de un entierro oficial en la Abadía de Westminster y se llevó a cabo una ceremonia unitaria en Birmingham. Fue enterrado en Cementerio de Key Hill, Hockley, en la misma tumba que sus dos primeras esposas, y cerca de la de sus padres. El 31 de marzo de 1916, se inauguró en la Abadía de Westminster el Chamberlain Memorial, un busto creado por el escultor Mark Tweed. Entre los dignatarios presentes se encontraban el ex primer ministro Arthur Balfour, Bonar Law, los hijos de Chamberlain, Austen y Neville, y otros miembros de las familias Chamberlain, Hutton y Martineau.

## Valoración y legado

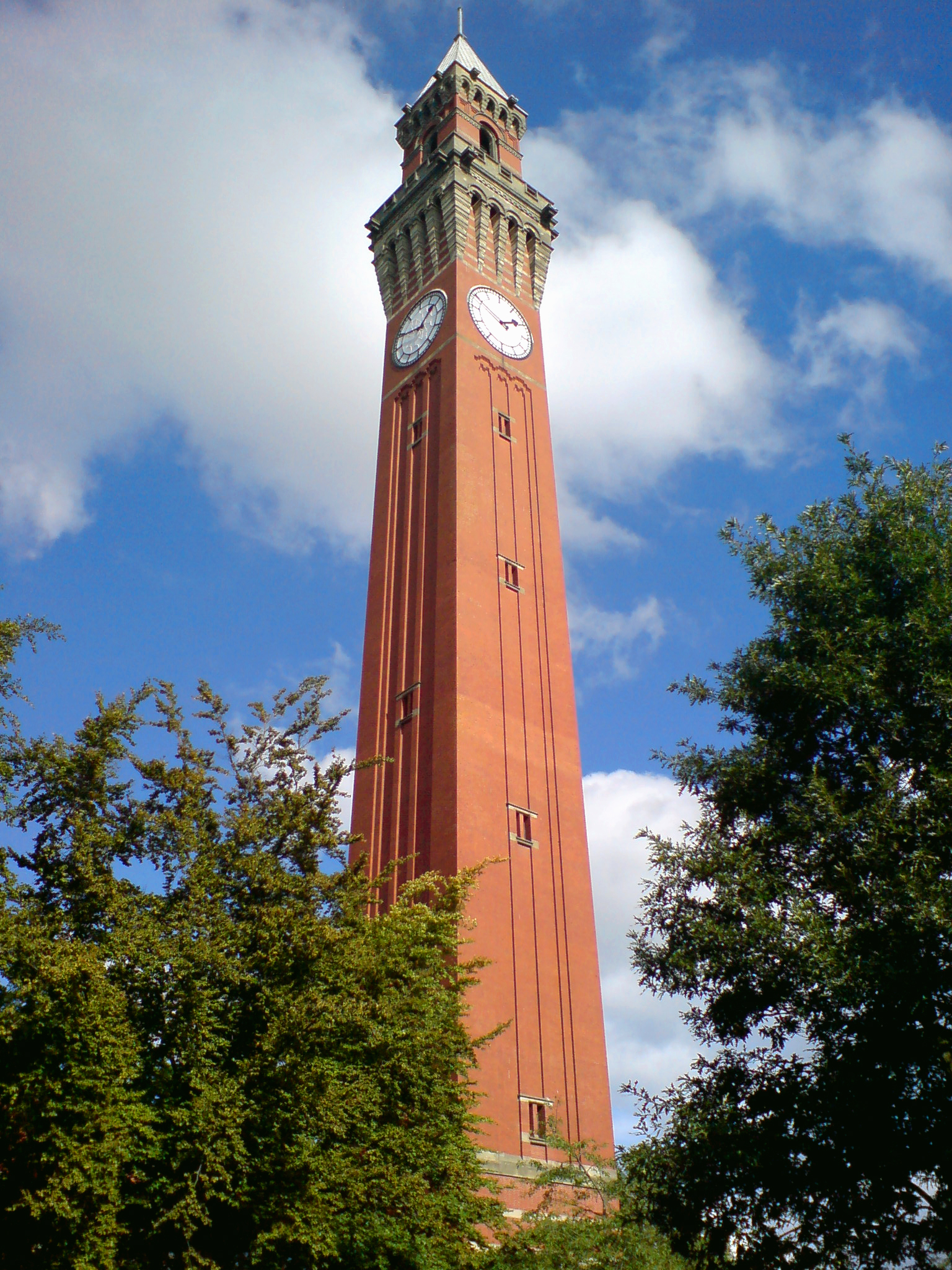
Torre de la Universidad de Birmingham, fundada por Joseph Chamberlain.

El legado de Chamberlain es complejo. Políticamente, fracasó en casi todo lo que se propuso. Irlanda acabó independizándose: la oposición unionista de Chamberlain, en vez de garantizar la unidad de las islas británicas, causó una escalada del conflicto entre el Reino Unido y los independentistas irlandeses que conduciría a la guerra civil irlandesa de 1916-1921; para entonces las propuestas de Gladstone de autogobierno al estilo Canadiense eran insuficientes. Jamás pudo aprobar una reforma educativa en las líneas laicas y descentralizadas que ambicionaba. Su política de creación de un Imperio federalista protegido por aranceles (y de una zona monetaria esterlina) jamás fue implementada. Su ambición de alcanzar una alianza con Alemania jamás llegó a buen puerto, el Reino Unido acabó abrazando una alianza con Francia (potencia a la que Chamberlain detestaba), y pocos meses después de su propia muerte Alemania y el Reino Unido se enfrentarían en la Primera Guerra Mundial. De hecho, la agresiva política de expansión colonial con la que Chamberlain dominó las décadas de 1890 y 1900 fueron uno de los principales catalizadores de dicho conflicto. Finalmente, con su carisma electoral, su capacidad para aglutinar apollos políticos y, a su vez, su radicalismo e incapacidad para alcanzar compromisos con los que percibía como sus enemigos políticos, Chamberlain provocó la ruptura de los dos grandes partidos políticos, provocando gran inestabilidad política en el seno del Imperio británico. La influencia de su visión imperial como una fuerza rapaz pero unificadora, pacificadora y de progreso, se dejó sentir durante muchas décadas posteriores a su muerte; Enoch Powell o el propio Winston Churchill, ambos admiradores de Joseph Chamberlain, fueron grandes defensores de la misma. Igualmente influyente resultó su política municipal en Birmingham, basada en el ornato y regeneración de barrios marginales, garantizar servicios públicos de calidad, y el acceso a la vivienda de los más desfavorecidos.
Winston Churchill llamó a Chamberlain "un chaquetero espléndido: primero negro, luego blanco o, en términos políticos, primero rojo ardiente, luego azul verdadero". Esa es la visión convencional de la política de Chamberlain: que se volvió gradualmente más conservador, comenzando a la izquierda del Partido Liberal y terminando a la derecha de los Conservadores. Una visión alternativa es que siempre fue un radical en asuntos interiores y un imperialista en asuntos exteriores, y que esas posturas no estaban en conflicto entre sí, pues con ambas rechazó el "capitalismo laissez-faire". Por ejemplo, después de romper con los liberales siguió siendo un defensor de la compensación de los trabajadores y de las pensiones de vejez.
J. A. R. Marriott opinó que en el período 1870-1905 Chamberlain fue
...de todos los estadistas ingleses, el más representativo y uno de los más influyentes. Firmemente convencido de los méritos de la democracia parlamentaria, ardiente reformador social, aunque opuesto a la revolución social, sobre todo creyente de todo corazón en la misión imperial de la raza británica, Chamberlain encarnaba de manera preeminente la más vital de las ideas más características de esa época ... [en Birmingham fue] un firme defensor de las empresas municipales, instó a la corporación municipal a comprar las plantas de gas, las obras hidráulicas, la de aguas residuales, y mediante un amplio plan de limpieza y realojo de barrios marginales, transformó el aspecto exterior de la ciudad ... [Una vez en el Parlamento], desde el punto de vista del Partido [Liberal], el apoyo de Chamberlain se hizo cada vez más indispensable, pero fue prestado con creciente desgana.
El historiador Dennis Judd afirmó:
Hay algo de elemental y, en cierto modo, atemporal en el meteórico ascenso de Chamberlain: desde su modesto origen unitario de Londres, pasando por su brillante carrera industrial y comercial en Birmingham, hasta una posición de poder político casi supremo, donde podía (y, ¡sí!) creó y destruyó los dos partidos principales de la Inglaterra victoriana y eduardiana, acabó con la perspectiva inmediata de un gobierno autónomo irlandés, reformó el Imperio británico, presionó por una reestructuración de las políticas económicas británicas y superó el escenario internacional de manera tan significativa como Rhodes o Bismarck.
El historiador R. J. A. Adams lo describió como: "Un gran patriota que ardió para garantizar el futuro de su país, la brillantez e impaciencia de Chamberlain garantizaron que sería juzgado como un mesías político para algunos, pero un destructor inestable para muchos más".
J. P. Taylor afirmó:
Joseph Chamberlain fue la fuerza más grande en la política británica entre el declive de Gladstone y el ascenso de Lloyd George. Fue un pionero en reforma social y el emprendimiento municipal. Derrotó al Movimiento de Autogobierno Irlandés. Inspiró una nueva era en el imperialismo británico y lo dirigió en su triunfo en la Guerra de los Bóer ... Desafió los dogmas aceptados del libre comercio y lanzó el movimiento de reforma arancelaria, que iba a transformar la vida económica británica una generación después de su muerte. A pesar de estos logros, nada le salió bien. Destacó como un espléndido fracaso ... Chamberlain, al parecer, solo tuvo éxito en la destrucción, trayendo la ruina primero al Partido Liberal, y luego al Unionista.

### Universidad de Birmingham
La Universidad de Birmingham puede considerarse el legado más perdurable de Chamberlain. Propuso la fundación de una universidad para completar su visión de la ciudad de Birmingham, buscando brindar "una gran escuela de instrucción universal", para que "el trabajo más importante de investigación original se lleve a cabo continuamente en las circunstancias más favorables". Es considerado el principal fundador de la Universidad y fue su primer rector. Fue en gran parte responsable de la obtención de su cédula real de 1900, y del desarrollo del campus de Edgbaston de la Universidad de Birmingham. La Joseph Chamberlain Memorial Clock Tower ("Old Joe") de 100 metros de altura lleva su nombre en su honor y es la torre del reloj independiente más alta del mundo. Los papeles personales de Joseph Chamberlain, Austen Chamberlain, Neville Chamberlain y Mary Chamberlain se encuentran en las Colecciones Especiales de la Biblioteca de la Universidad de Birmingham.
El modelo fundacional de la Universidad de Birmingham como una institución laica, progresista, con cierto énfasis en carreras técnicas, y sobre todo, al servicio de la ciudadanía, se extendería rápidamente por todo el Reino Unido: las universidades de Mánchester, Leeds, Sheffield, Bristol, Imperial College,... serían rápidamente fundadas a imagen y semejanza de la de Birmingham. El model de universidad cívica se extendería posteriormente por los territorios del Imperio británico: la Universidad de Columbia Británica, la Universidad de Dar es-Salam, la Universidad del Witwatersrand,... entre muchas otras siguieron el model sentado por Chamberlain en Birmingham. 

## Obra

### Algunas publicaciones
- Imperial Union and Tariff Reform. G. Richards. 1903.
- The Radical Programme. Chapman and Hall. 1885.
- Mr. Chamberlain's Defence of the British Troops in South Africa against the foreign slanders. John Murray. 1902.